# PlusLiga (2015/2016)
PlusLiga 2015/2016 − 80. sezon siatkarskich mistrzostw Polski (16. sezon jako liga profesjonalna) organizowany przez PLPS SA pod egidą PZPS.
Zdobywcą tytułu została ZAKSA Kędzierzyn-Koźle, która w finale play-off pokonała jego obrońcę, Asseco Resovię 3:0.
W tym sezonie polskie kluby będą występować jedynie w Lidze Mistrzów. Polskę w nim reprezentują: Asseco Resovia, Lotos Trefl Gdańsk i PGE Skra Bełchatów.

## System rozgrywek
Rozgrywki Plusligi obejmują dwie fazy:
- Faza zasadnicza – dwie rundy rozgrywane systemem „każdy z każdym – mecz i rewanż”
- Faza play-off – o tytuł Mistrza Polski grają zespoły, które po zakończeniu fazy zasadniczej rozgrywek zajęły w tabeli miejsca 1. i 2., a zespoły z miejsce 3-4. o brązowy medal. Rywalizacja toczyć się będzie do 3 zwycięstw. Pozostałe zespoły będą rywalizować w parach 5-6, 7-8, 9-10, 11-12, 13-14 (do 2 zwycięstw)[1].

## Drużyny uczestniczące
| | PlusLiga 2015/2016          |    |    |
| --- | --------------------------- | -- | -- |
| RZE | Asseco Resovia Rzeszów      | 1  | LM |
| GDA | Lotos Trefl Gdańsk          | 2  | LM |
| BEŁ | PGE Skra Bełchatów          | 3  | LM |
| JAS | Jastrzębski Węgiel          | 4  |    |
| BYD | Łuczniczka Bydgoszcz        | 5  |    |
| KED | ZAKSA Kędzierzyn-Koźle      | 6  |    |
| LUB | Cuprum Lubin                | 7  |    |
| WAR | AZS Politechnika Warszawska | 8  |    |
| RAD | Cerrad Czarni Radom         | 9  |    |
| OLS | Indykpol AZS Olsztyn        | 10 |    |
| BĘD | MKS Będzin                  | 11 |    |
| KIE | Effector Kielce             | 12 |    |
| BIE | BBTS Bielsko-Biała          | 13 |    |
| CZE | AZS Częstochowa             | 14 |    |
| Oznaczenia: - kolumna pierwsza – skróty nazw drużyn wpisane na mapie (jeśli ta została zamieszczona), - kolumna trzecia – miejsce zajęte przez daną drużynę w poprzednim sezonie. |                             |    |    |

## Hale sportowe

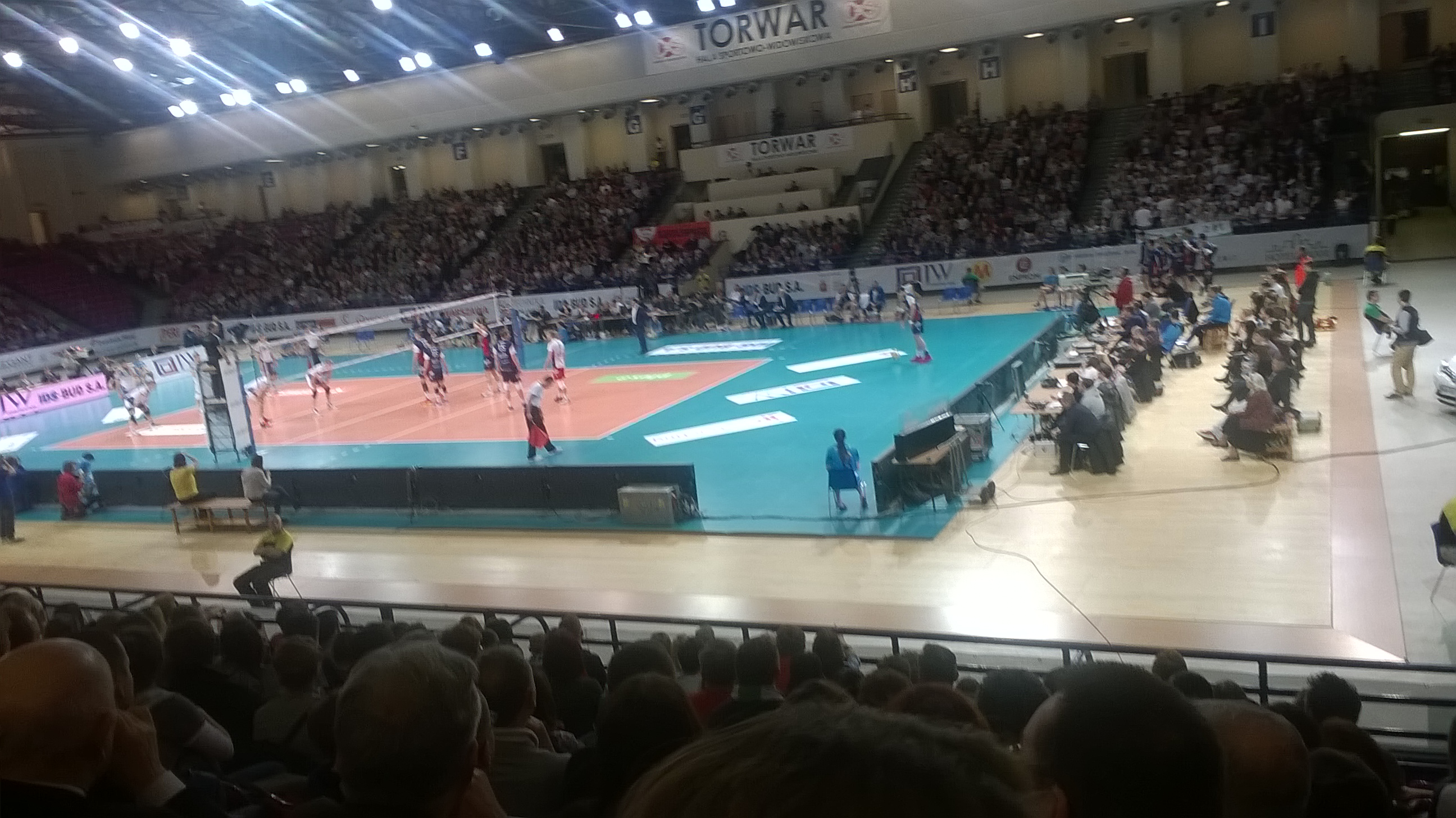
Mecz ligowy 15 kolejki AZS Politechnika Warszawska - ZAKSA Kędzierzyn-Koźle 30.01.2016

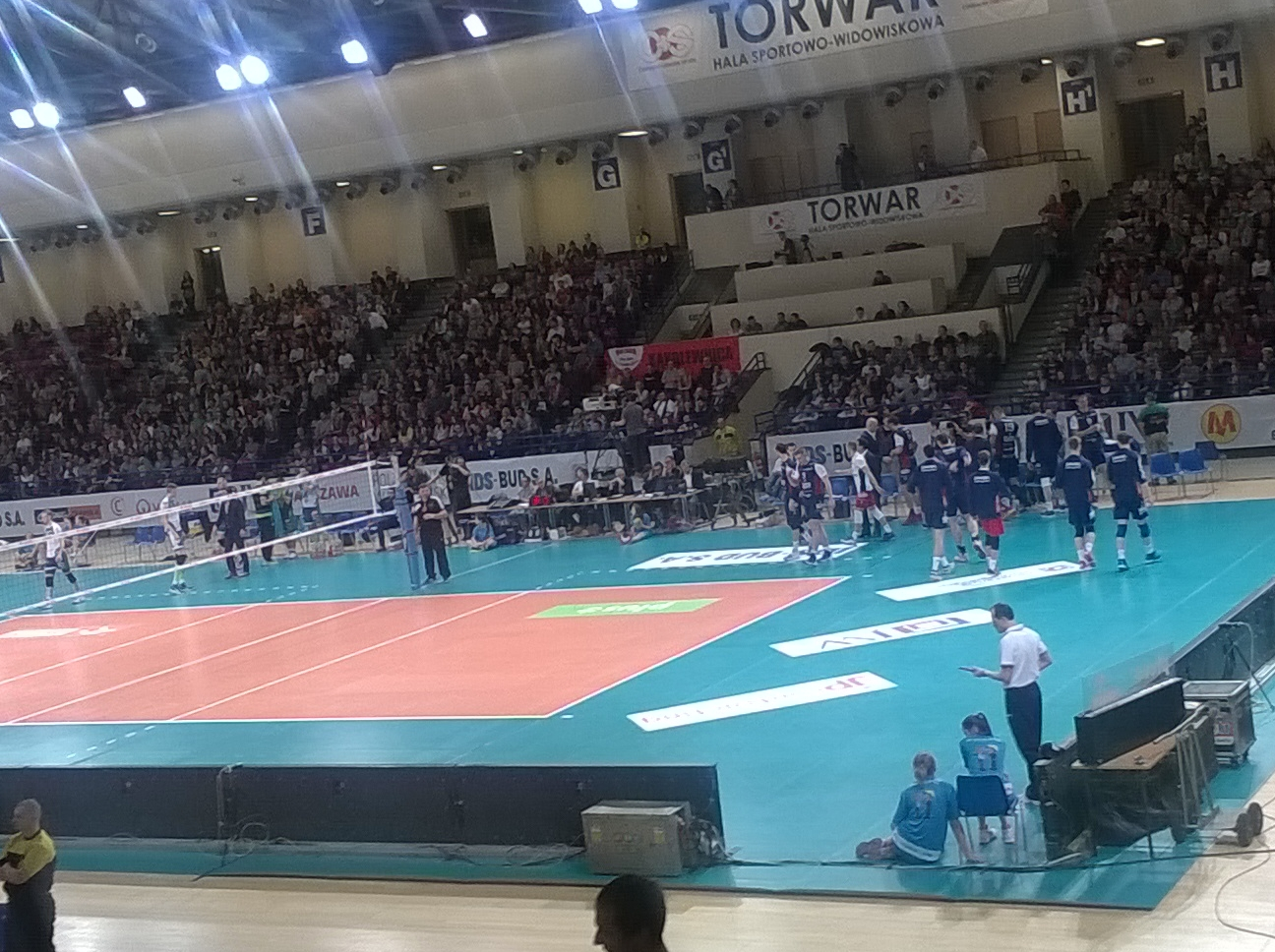
Mecz ligowy 15 kolejki AZS Politechnika Warszawska - ZAKSA Kędzierzyn-Koźle 30.01.2016

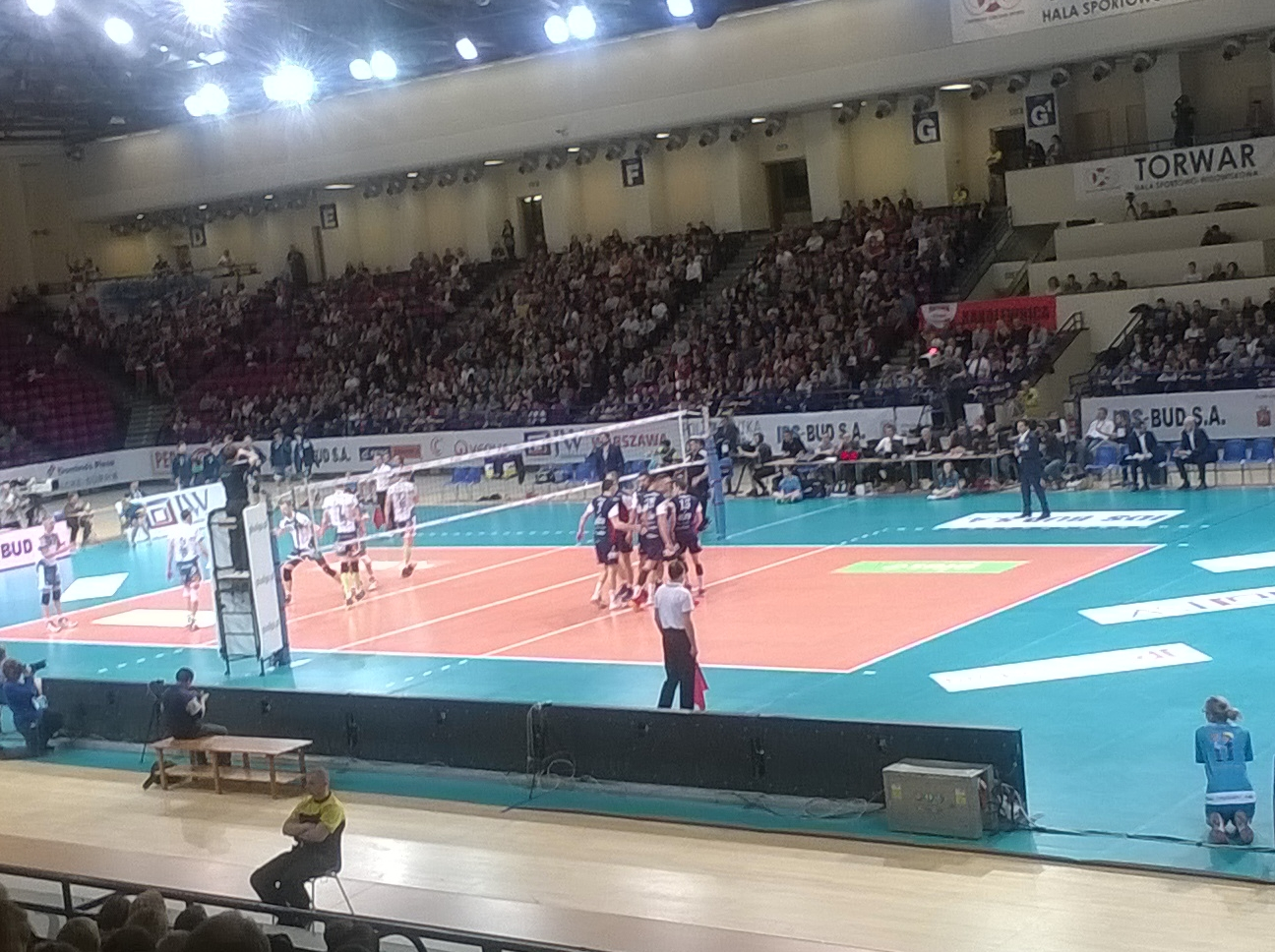
Mecz ligowy 15 kolejki AZS Politechnika Warszawska - ZAKSA Kędzierzyn-Koźle 30.01.2016

| Klub                        | Hala sportowa                               | Liczba miejsc siedzących |
| --------------------------- | ------------------------------------------- | ------------------------ |
| Asseco Resovia Rzeszów      | Hala Podpromie                              | 4300                     |
| AZS Częstochowa             | Wielofunkcyjna hala sportowa                | 6356                     |
| AZS Politechnika Warszawska | Hala Torwar                                 | 4800                     |
| BBTS Bielsko-Biała          | Hala widowiskowo-sportowa                   | 4500                     |
| Cerrad Czarni Radom         | Hala sportowa MOSiR                         | 2500                     |
| Effector Kielce             | Hala Legionów                               | 4200                     |
| Indykpol AZS Olsztyn        | Hala Urania                                 | 1900                     |
| Jastrzębski Węgiel          | Hala widowiskowo-sportowa                   | 3007                     |
| Lotos Trefl Gdańsk          | Ergo Arena                                  | 11100                    |
| MKS Będzin                  | Hala widowiskowo-sportowa MOSiR (Sosnowiec) | 2000                     |
| Cuprum Lubin                | Hala widowiskowo-sportowa                   | 3700                     |
| PGE Skra Bełchatów          | Hala Energia                                | 2700                     |
| Łuczniczka Bydgoszcz        | Hala Łuczniczka                             | 6082                     |
| ZAKSA Kędzierzyn-Koźle      | Hala Azoty                                  | 3000                     |

## Rozgrywki

### Faza zasadnicza

#### Tabela wyników
| Gospodarz \ Gość1           | KED | RZE | BEŁ | GDA | LUB | RAD | JAS | WAR | OLS | BYD | BIE | CZE | KIE | BĘD |
| --------------------------- | --- | --- | --- | --- | --- | --- | --- | --- | --- | --- | --- | --- | --- | --- |
| ZAKSA Kędzierzyn-Koźle      | -   | 3:1 | 2:3 | 2:3 | 3:0 | 3:0 | 3:0 | 3:0 | 3:0 | 3:0 | 3:0 | 3:0 | 3:0 | 3:0 |
| Asseco Resovia Rzeszów      | 1:3 | -   | 2:3 | 3:0 | 2:3 | 3:1 | 2:3 | 2:3 | 3:2 | 3:0 | 3:0 | 3:0 | 3:1 | 3:1 |
| PGE Skra Bełchatów          | 2:3 | 1:3 | -   | 3:0 | 3:1 | 3:0 | 3:1 | 3:0 | 1:3 | 0:3 | 3:1 | 3:0 | 3:2 | 3:0 |
| Trefl Gdańsk                | 3:1 | 0:3 | 3:0 | -   | 3:2 | 3:1 | 1:3 | 0:3 | 3:1 | 3:0 | 3:1 | 3:1 | 3:1 | 3:1 |
| Cuprum Lubin                | 0:3 | 3:0 | 2:3 | 3:0 | -   | 3:0 | 3:1 | 3:0 | 3:0 | 3:0 | 1:3 | 3:2 | 3:0 | 3:2 |
| Czarni Radom                | 2:3 | 3:2 | 1:3 | 3:1 | 2:3 | -   | 3:0 | 1:3 | 3:0 | 3:1 | 3:2 | 3:1 | 3:1 | 3:0 |
| Jastrzębski Węgiel          | 0:3 | 0:3 | 2:3 | 2:3 | 3:2 | 3:0 | -   | 2:3 | 3:2 | 3:0 | 2:3 | 3:0 | 2:3 | 3:1 |
| AZS Politechnika Warszawska | 0:3 | 1:3 | 1:3 | 2:3 | 3:2 | 1:3 | 3:0 | -   | 3:2 | 3:1 | 3:0 | 3:2 | 3:0 | 2:3 |
| Indykpol AZS Olsztyn        | 0:3 | 0:3 | 0:3 | 3:2 | 3:1 | 3:2 | 1:3 | 3:2 | -   | 3:1 | 3:0 | 3:1 | 3:0 | 3:0 |
| Łuczniczka Bydgoszcz        | 0:3 | 1:3 | 0:3 | 0:3 | 0:3 | 0:3 | 0:3 | 3:1 | 3:1 | -   | 3:1 | 3:0 | 3:1 | 3:0 |
| BBTS Bielsko-Biała          | 0:3 | 0:3 | 1:3 | 2:3 | 3:1 | 2:3 | 3:2 | 0:3 | 3:1 | 1:3 | -   | 1:3 | 3:0 | 3:2 |
| AZS Częstochowa             | 0:3 | 1:3 | 2:3 | 1:3 | 1:3 | 0:3 | 2:3 | 3:0 | 0:3 | 0:3 | 3:2 | -   | 3:2 | 3:1 |
| Effector Kielce             | 0:3 | 0:3 | 1:3 | 1:3 | 3:2 | 1:3 | 0:3 | 2:3 | 3:1 | 2:3 | 3:1 | 2:3 | -   | 1:3 |
| MKS Będzin                  | 0:3 | 0:3 | 0:3 | 0:3 | 1:3 | 0:3 | 2:3 | 3:0 | 3:0 | 1:3 | 0:3 | 3:1 | 1:3 | -   |

Źródło: plusliga.pl (pol.)
1 Drużyna gospodarzy jest wymieniona po lewej stronie tabeli.
Kolory:
  zwycięstwo gospodarzy 3:0 lub 3:1
  zwycięstwo gospodarzy 3:2
  zwycięstwo gości 3:0 lub 3:1
  zwycięstwo gości 3:2

#### Terminarz i wyniki
| Data        | Godz. | Gospodarz                   | Rezultat                                | Gość                        | Widzów | MVP                     |
| ----------- | ----- | --------------------------- | --------------------------------------- | --------------------------- | ------ | ----------------------- |
| 1. KOLEJKA  |       |                             |                                         |                             |        |                         |
| 30.10.2015  | 18:00 | Effector Kielce             | 1:3 (22:25, 16:25, 25:22, 18:25)        | PGE Skra Bełchatów          | 4200   | Mariusz Wlazły          |
| 30.10.2015  | 18:00 | AZS Częstochowa             | 1:3 (27:25, 22:25, 21:25, 19:25)        | Asseco Resovia Rzeszów      | 3000   | Aleksander Śliwka       |
| 30.10.2015  | 18:00 | BBTS Bielsko-Biała          | 2:3 (18:25, 25:17, 25:20, 18:25, 10:15) | Lotos Trefl Gdańsk          | 1800   | Przemysław Stępień      |
| 30.10.2015  | 19:00 | AZS Politechnika Warszawska | 3:2 (23:25, 21:25, 25:20, 25:17, 15:13) | Cuprum Lubin                | 1100   | Guillaume Samica        |
| 31.10.2015  | 20:00 | MKS Będzin                  | 2:3 (22:25, 19:25, 29:27, 25:21, 15:17) | Jastrzębski Węgiel          | 1300   | Maciej Muzaj            |
| 02.11.2015  | 18:00 | Czarni Radom                | 2:3 (22:25, 25:23, 25:21, 18:25, 8:15)  | ZAKSA Kędzierzyn-Koźle      | 1500   | Benjamin Toniutti       |
| 02.11.2015  | 20:30 | Indykpol AZS Olsztyn        | 3:1 (25:23, 23:25, 25:17, 25:21)        | Łuczniczka Bydgoszcz        | 1400   | Bartosz Bednorz         |
| 2. KOLEJKA  |       |                             |                                         |                             |        |                         |
| 06.11.2015  | 18:00 | ZAKSA Kędzierzyn-Koźle      | 3:0 (25:22, 25:17, 28:26)               | AZS Politechnika Warszawska | 2700   | Benjamin Toniutti       |
| 07.11.2015  | 14:45 | Łuczniczka Bydgoszcz        | 0:3 (17:25, 11:25, 15:25)               | Czarni Radom                | 2000   | Lukas Kampa             |
| 07.11.2015  | 15:00 | PGE Skra Bełchatów          | 3:0 (25:18, 25:23, 25:15)               | MKS Będzin                  | 2200   | Mariusz Wlazły          |
| 07.11.2015  | 17:00 | Asseco Resovia Rzeszów      | 3:0 (25:21, 25:17, 25:18)               | BBTS Bielsko-Biała          | 4200   | Bartosz Kurek           |
| 07.11.2015  | 17:00 | Effector Kielce             | 1:3 (11:25, 22:25, 25:23, 17:25)        | Lotos Trefl Gdańsk          | 2400   | Damian Schulz           |
| 07.11.2015  | 17:00 | Cuprum Lubin                | 3:2 (22:25, 25:21, 17:25, 25:20, 15:9)  | AZS Częstochowa             | 2300   | Marcus Böhme            |
| 07.11.2015  | 20:00 | Jastrzębski Węgiel          | 3:2 (19:25, 25:22, 25:21, 23:25, 16:14) | Indykpol AZS Olsztyn        | 1800   | Michal Masný            |
| 3. KOLEJKA  |       |                             |                                         |                             |        |                         |
| 10.11.2015  | 18:00 | Cuprum Lubin                | 3:0 (25:18, 25:18, 27:25)               | Indykpol AZS Olsztyn        | 1960   | Wojciech Włodarczyk     |
| 10.11.2015  | 20:30 | AZS Politechnika Warszawska | 1:3 (19:25, 25:19, 22:25, 19:25)        | Czarni Radom                | 1400   | Bartłomiej Bołądź       |
| 11.11.2015  | 14:45 | PGE Skra Bełchatów          | 1:3 (21:25, 25:16, 20:25, 22:25)        | Asseco Resovia Rzeszów      | 2700   | Bartosz Kurek           |
| 11.11.2015  | 17:00 | ZAKSA Kędzierzyn-Koźle      | 3:0 (25:10, 25:17, 25:18)               | MKS Będzin                  | 2700   | Sam Deroo               |
| 11.11.2015  | 17:00 | Łuczniczka Bydgoszcz        | 3:1 (25:18, 22:25, 25:20, 25:23)        | Effector Kielce             | 1750   | Murilo Radke            |
| 11.11.2015  | 18:00 | AZS Częstochowa             | 1:3 (16:25, 25:20, 21:25, 20:25)        | Lotos Trefl Gdańsk          | 2400   | Piotr Gacek             |
| 11.11.2015  | 18:00 | Jastrzębski Węgiel          | 2:3 (22:25, 22:25, 25:17, 25:19, 13:15) | BBTS Bielsko-Biała          | 1700   | Serhij Kapełuś          |
| 4. KOLEJKA  |       |                             |                                         |                             |        |                         |
| 13.11.2015  | 18:00 | BBTS Bielsko-Biała          | 1:3 (19:25, 25:20, 15:25, 24:26)        | Łuczniczka Bydgoszcz        | 1350   | Bartosz Krzysiek        |
| 14.11.2015  | 14:45 | PGE Skra Bełchatów          | 3:0 (25:17, 25:20, 25:19)               | Lotos Trefl Gdańsk          | 2600   | Mariusz Wlazły          |
| 14.11.2015  | 17:00 | Effector Kielce             | 0:3 (14:25, 22:25, 17:25)               | ZAKSA Kędzierzyn-Koźle      | 3000   | Benjamin Toniutti       |
| 14.11.2015  | 17:00 | AZS Częstochowa             | 0:3 (11:25, 27:29, 21:25)               | Czarni Radom                | 1600   | Artur Szalpuk           |
| 14.11.2015  | 18:00 | MKS Będzin                  | 1:3 (26:24, 20:25, 22:25, 22:25)        | Cuprum Lubin                | 1300   | Marcin Możdżonek        |
| 14.11.2015  | 18:00 | Asseco Resovia Rzeszów      | 2:3 (22:25, 25:14, 25:20, 21:25, 9:15)  | Jastrzębski Węgiel          | 4400   | Maciej Muzaj            |
| 14.11.2015  | 20:30 | Indykpol AZS Olsztyn        | 3:2 (17:25, 21:25, 25:19, 27:25, 18:16) | AZS Politechnika Warszawska | 1800   | Paweł Woicki            |
| 5. KOLEJKA  |       |                             |                                         |                             |        |                         |
| 20.11.2015  | 18:00 | Cuprum Lubin                | 3:0 (31:29, 25:20, 25:22)               | Effector Kielce             | 2230   | Mateusz Malinowski      |
| 20.11.2015  | 19:00 | MKS Będzin                  | 3:0 (26:24, 25:18, 25:22)               | AZS Politechnika Warszawska | 1300   | Michał Żuk              |
| 21.11.2015  | 14:45 | Czarni Radom                | 3:0 (25:15, 25:23, 25:20)               | Indykpol AZS Olsztyn        | 1400   | Wojciech Żaliński       |
| 21.11.2015  | 15:00 | PGE Skra Bełchatów          | 3:0 (25:17, 25:21, 25:11)               | AZS Częstochowa             | 2600   | Israel Rodriguez        |
| 21.11.2015  | 17:00 | ZAKSA Kędzierzyn-Koźle      | 3:0 (25:11, 27:25, 25:16)               | BBTS Bielsko-Biała          | 2100   | Rafał Buszek            |
| 21.11.2015  | 20:00 | Łuczniczka Bydgoszcz        | 1:3 (25:23, 20:25, 27:29, 23:25)        | Asseco Resovia Rzeszów      | 4530   | Bartosz Kurek           |
| 22.11.2015  | 17:00 | Jastrzębski Węgiel          | 2:3 (25:20, 25:20, 18:25, 20:25, 12:15) | Lotos Trefl Gdańsk          | 2000   | Damian Schulz           |
| 6. KOLEJKA  |       |                             |                                         |                             |        |                         |
| 25.11.2015  | 18:00 | PGE Skra Bełchatów          | 3:1 (22:25, 25:19, 25:21, 25:16)        | Jastrzębski Węgiel          | 2300   | Facundo Conte           |
| 25.11.2015  | 18:00 | BBTS Bielsko-Biała          | 3:1 (29:27, 14:25, 25:21, 25:20)        | Cuprum Lubin                | 1000   | Serhij Kapełuś          |
| 25.11.2015  | 18:00 | Effector Kielce             | 2:3 (22:25, 25:21, 25:21, 22:25, 8:15)  | AZS Politechnika Warszawska | 1200   | Paweł Zagumny           |
| 25.11.2015  | 18:30 | AZS Częstochowa             | 0:3 (23:25, 18:25, 22:25)               | Indykpol AZS Olsztyn        | 1100   | Bartosz Bednorz         |
| 25.11.2015  | 19:00 | MKS Będzin                  | 0:3 (18:25, 17:25, 22:25)               | Czarni Radom                | 1200   | Wojciech Żaliński       |
| 25.11.2015  | 19:00 | Lotos Trefl Gdańsk          | 3:0 (25:12, 25:22, 25:14)               | Łuczniczka Bydgoszcz        | 3313   | Wojciech Grzyb          |
| 25.11.2015  | 20:30 | Asseco Resovia Rzeszów      | 1:3 (25:21, 20:25, 25:27, 24:26)        | ZAKSA Kędzierzyn-Koźle      | 4300   | Benjamin Toniutti       |
| 7. KOLEJKA  |       |                             |                                         |                             |        |                         |
| 27.11.2015  | 18:00 | Łuczniczka Bydgoszcz        | 0:3 (26:28, 21:25, 22:25)               | PGE Skra Bełchatów          | 5312   | Mariusz Wlazły          |
| 28.11.2015  | 14:45 | ZAKSA Kędzierzyn-Koźle      | 2:3 (19:25, 25:22, 25:16, 23:25, 10:15) | Lotos Trefl Gdańsk          | 3100   | Damian Schulz           |
| 28.11.2015  | 18:00 | Indykpol AZS Olsztyn        | 3:0 (25:20, 25:14, 25:17)               | MKS Będzin                  | 1800   | Filip Stoilović         |
| 29.11.2015  | 20:00 | Asseco Resovia Rzeszów      | 2:3 (25:19, 21:25, 26:24, 22:25, 10:15) | Cuprum Lubin                | 4100   | Marcus Böhme            |
| 30.11.2015  | 18:00 | Czarni Radom                | 3:1 (25:17, 20:25, 25:20, 25:15)        | Effector Kielce             | 1250   | Artur Szalpuk           |
| 30.11.2015  | 19:00 | AZS Politechnika Warszawska | 3:0 (25:22, 25:21, 25:18)               | BBTS Bielsko-Biała          | 1200   | Paweł Zagumny           |
| 02.12.2015  | 20:30 | Jastrzębski Węgiel          | 3:0 (25:21, 25:22, 25:23)               | AZS Częstochowa             | 1438   | Jason De Rocco          |
| 8. KOLEJKA  |       |                             |                                         |                             |        |                         |
| 04.12.2015  | 18:00 | AZS Częstochowa             | 3:1 (25:19, 23:25, 25:20, 25:19)        | MKS Będzin                  | 1100   | Rafael Redwitz          |
| 05.12.2015  | 14:00 | BBTS Bielsko-Biała          | 2:3 (22:25, 22:25, 25:18, 28:26, 12:15) | Czarni Radom                | 1400   | Daniel Pliński          |
| 05.12.2015  | 14:45 | Effector Kielce             | 3:1 (25:20, 25:19, 23:25, 25:22)        | Indykpol AZS Olsztyn        | 2200   | Sławomir Jungiewicz     |
| 05.12.2015  | 17:00 | Asseco Resovia Rzeszów      | 2:3 (24:26, 21:25, 25:22, 25:19, 14:16) | AZS Politechnika Warszawska | 4178   | Guillaume Samica        |
| 05.12.2015  | 18:00 | Jastrzębski Węgiel          | 3:0 (25:23, 28:26, 25:17)               | Łuczniczka Bydgoszcz        | 1326   | Michal Masný            |
| 05.12.2015  | 20:00 | PGE Skra Bełchatów          | 2:3 (17:25, 25:21, 20:25, 25:19, 10:15) | ZAKSA Kędzierzyn-Koźle      | 2700   | Sam Deroo               |
| 06.12.2015  | 14:45 | Lotos Trefl Gdańsk          | 3:2 (22:25, 25:18, 30:28, 24:26, 18:16) | Cuprum Lubin                | 1830   | Marco Falaschi          |
| 9. KOLEJKA  |       |                             |                                         |                             |        |                         |
| 08.12.2015  | 20:30 | Czarni Radom                | 3:2 (27:25, 21:25, 18:25, 27:25, 15:10) | Asseco Resovia Rzeszów      | 1500   | Wojciech Żaliński       |
| 09.12.2015  | 18:00 | Indykpol AZS Olsztyn        | 3:0 (25:19, 25:17, 29:27)               | BBTS Bielsko-Biała          | 1700   | Paweł Woicki            |
| 09.12.2015  | 18:00 | Łuczniczka Bydgoszcz        | 3:0 (27:25, 29:27, 25:13)               | AZS Częstochowa             | 2100   | Jakub Jarosz            |
| 09.12.2015  | 18:00 | Cuprum Lubin                | 2:3 (21:25, 25:18, 19:25, 25:15, 10:15) | PGE Skra Bełchatów          | 3700   | Marcel Gromadowski      |
| 09.12.2015  | 18:30 | ZAKSA Kędzierzyn-Koźle      | 3:0 (25:20, 25:20, 25:21)               | Jastrzębski Węgiel          | 2400   | Benjamin Toniutti       |
| 09.12.2015  | 19:00 | MKS Będzin                  | 1:3 (25:17, 22:25, 20:25, 17:25)        | Effector Kielce             | 1250   | Sławomir Jungiewicz     |
| 09.12.2015  | 19:00 | AZS Politechnika Warszawska | 2:3 (28:26, 23:25, 21:25, 25:22, 10:15) | Lotos Trefl Gdańsk          | 2200   | Murphy Troy             |
| 10. KOLEJKA |       |                             |                                         |                             |        |                         |
| 11.12.2015  | 18:00 | BBTS Bielsko-Biała          | 3:2 (25:20, 25:23, 20:25, 24:26, 15:5)  | MKS Będzin                  | 800    | Serhij Kapełuś          |
| 12.12.2015  | 14:45 | AZS Częstochowa             | 3:2 (18:25, 23:25, 25:16, 25:21, 17:15) | Effector Kielce             | 1550   | Rafał Szymura           |
| 12.12.2015  | 15:00 | PGE Skra Bełchatów          | 3:0 (27:25, 25:18, 25:23)               | AZS Politechnika Warszawska | 2500   | Facundo Conte           |
| 12.12.2015  | 17:00 | Asseco Resovia Rzeszów      | 3:2 (22:25, 17:25, 25:17, 25:12, 15:10) | Indykpol AZS Olsztyn        | 4200   | Olieg Achrem            |
| 12.12.2015  | 18:00 | Jastrzębski Węgiel          | 3:2 (24:26, 27:29, 25:23, 25:15, 16:14) | Cuprum Lubin                | 1283   | Damian Boruch           |
| 12.12.2015  | 20:00 | Lotos Trefl Gdańsk          | 3:1 (25:21, 25:17, 23:25, 25:22)        | Czarni Radom                | 3917   | Murphy Troy             |
| 13.12.2015  | 17:00 | Łuczniczka Bydgoszcz        | 0:3 (22:25, 20:25, 18:25)               | ZAKSA Kędzierzyn-Koźle      | 3000   | Paweł Zatorski          |
| 11. KOLEJKA |       |                             |                                         |                             |        |                         |
| 18.12.2015  | 18:00 | Effector Kielce             | 3:1 (25:15, 25:20, 20:25, 25:19)        | BBTS Bielsko-Biała          | 1300   | Mateusz Bieniek         |
| 19.12.2015  | 14:45 | Cuprum Lubin                | 3:0 (25:21, 25:19, 25:20)               | Łuczniczka Bydgoszcz        | 2050   | Wojciech Włodarczyk     |
| 19.12.2015  | 17:00 | ZAKSA Kędzierzyn-Koźle      | 3:0 (25:18, 25:14, 25:23)               | AZS Częstochowa             | 2400   | Łukasz Wiśniewski       |
| 19.12.2015  | 20:00 | Czarni Radom                | 1:3 (21:25, 21:25, 26:24, 23:25)        | PGE Skra Bełchatów          | 1500   | Facundo Conte           |
| 20.12.2015  | 14:45 | Indykpol AZS Olsztyn        | 3:2 (21:25, 25:11, 16:25, 25:23, 15:13) | Lotos Trefl Gdańsk          | 2390   | Paweł Woicki            |
| 20.12.2015  | 17:00 | MKS Będzin                  | 0:3 (12:25, 16:25, 19:25)               | Asseco Resovia Rzeszów      | 1400   | Nikołaj Penczew         |
| 21.12.2015  | 18:00 | AZS Politechnika Warszawska | 3:0 (25:21, 25:21, 25:19)               | Jastrzębski Węgiel          | 1950   | Paweł Zagumny           |
| 12. KOLEJKA |       |                             |                                         |                             |        |                         |
| 13.01.2016  | 18:00 | Jastrzębski Węgiel          | 3:0 (25:22, 25:23, 25:21)               | Czarni Radom                | 1289   | Maciej Muzaj            |
| 13.01.2016  | 18:00 | Asseco Resovia Rzeszów      | 3:1 (25:20, 25:18, 23:25, 25:21)        | Effector Kielce             | 3800   | Dmytro Paszycki         |
| 13.01.2016  | 18:00 | Łuczniczka Bydgoszcz        | 3:1 (25:18, 25:18, 30:32, 25:20)        | AZS Politechnika Warszawska | 2200   | Michał Ruciak           |
| 13.01.2016  | 18:30 | ZAKSA Kędzierzyn-Koźle      | 3:0 (25:20, 25:16, 25:17)               | Cuprum Lubin                | 2700   | Sam Deroo               |
| 13.01.2016  | 19:00 | MKS Będzin                  | 0:3 (20:25, 11:25, 21:25)               | Lotos Trefl Gdańsk          | 1300   | Wojciech Grzyb          |
| 13.01.2016  | 20:30 | PGE Skra Bełchatów          | 1:3 (22:25, 25:20, 22:25, 27:29)        | Indykpol AZS Olsztyn        | 2500   | Paweł Woicki            |
| 20.01.2016  | 18:30 | AZS Częstochowa             | 3:2 (26:28, 18:25, 25:22, 25:20, 15:9)  | BBTS Bielsko-Biała          | 1100   | Rafael Redwitz          |
| 13. KOLEJKA |       |                             |                                         |                             |        |                         |
| 15.01.2016  | 19:00 | MKS Będzin                  | 1:3 (18:25, 23:25, 28:30, 21:25)        | Łuczniczka Bydgoszcz        | 1200   | Jakub Jarosz            |
| 16.01.2016  | 14:45 | Asseco Resovia Rzeszów      | 3:0 (25:22, 28:26, 25:20)               | Lotos Trefl Gdańsk          | 4300   | Thomas Jaeschke         |
| 16.01.2016  | 17:00 | AZS Częstochowa             | 3:0 (25:17, 25:19, 25:18)               | AZS Politechnika Warszawska | 1450   | Rafael Redwitz          |
| 16.01.2016  | 17:00 | Indykpol AZS Olsztyn        | 0:3 (18:25, 15:25, 20:25)               | ZAKSA Kędzierzyn-Koźle      | 2390   | Benjamin Toniutti       |
| 16.01.2016  | 17:00 | BBTS Bielsko-Biała          | 1:3 (19:25, 21:25, 25:22, 21:25)        | PGE Skra Bełchatów          | 3000   | Nicolás Uriarte         |
| 16.01.2016  | 20:00 | Czarni Radom                | 2:3 (25:23, 22:25, 25:20, 23:25, 11:15) | Cuprum Lubin                | 1300   | Wojciech Włodarczyk     |
| 17.01.2016  | 14:45 | Effector Kielce             | 0:3 (18:25, 26:28, 14:25)               | Jastrzębski Węgiel          | 3000   | Michal Masný            |
| 14. KOLEJKA |       |                             |                                         |                             |        |                         |
| 22.01.2016  | 17:00 | Jastrzębski Węgiel          | 3:1 (25:16, 25:22, 22:25, 25:19)        | MKS Będzin                  | 1400   | Michal Masný            |
| 22.01.2016  | 18:00 | Cuprum Lubin                | 3:0 (25:13, 25:20, 25:16)               | AZS Politechnika Warszawska | 1900   | Wojciech Włodarczyk     |
| 23.01.2016  | 14:45 | ZAKSA Kędzierzyn-Koźle      | 3:0 (25:15, 25:19, 25:23)               | Czarni Radom                | 3000   | Dawid Konarski          |
| 23.01.2016  | 15:00 | PGE Skra Bełchatów          | 3:2 (25:16, 25:22, 32:24, 19:25, 15:9)  | Effector Kielce             | 2600   | Nicolas Marechal        |
| 23.01.2016  | 17:00 | Asseco Resovia Rzeszów      | 3:0 (25:17, 25:12, 25:18)               | AZS Częstochowa             | 3928   | Olieg Achrem            |
| 23.01.2016  | 17:00 | Łuczniczka Bydgoszcz        | 3:1 (25:16, 20:25, 25:21, 25:17)        | Indykpol AZS Olsztyn        | 2100   | Kévin Klinkenberg       |
| 24.03.2016  | 19:00 | Lotos Trefl Gdańsk          | 3:1 (21:25, 25:18, 25:18, 25:18)        | BBTS Bielsko-Biała          | 1700   | Miłosz Hebda            |
| 15. KOLEJKA |       |                             |                                         |                             |        |                         |
| 29.01.2016  | 20:30 | MKS Będzin                  | 0:3 (23:25, 19:25, 16:25 )              | PGE Skra Bełchatów          | 1400   | Nicolás Uriarte         |
| 30.01.2016  | 17:00 | BBTS Bielsko-Biała          | 0:3 (19:25, 23:25, 25:27)               | Asseco Resovia Rzeszów      | 2600   | Dmytro Paszycki         |
| 30.01.2016  | 17:00 | Czarni Radom                | 3:1 (25:22, 23:25, 28:26, 25:16)        | Łuczniczka Bydgoszcz        | 1300   | Artur Szalpuk           |
| 30.01.2016  | 17:00 | AZS Częstochowa             | 1:3 (18:25, 21:25, 25:20, 20:25)        | Cuprum Lubin                | 1650   | Grzegorz Łomacz         |
| 30.01.2016  | 20:00 | AZS Politechnika Warszawska | 0:3 (18:25, 24:26, 22:25)               | ZAKSA Kędzierzyn-Koźle      | 3600   | Benjamin Toniutti       |
| 31.01.2016  | 15:00 | Lotos Trefl Gdańsk          | 3:1 (25:23, 26:28, 25:23, 25:19)        | Effector Kielce             | 2884   | Piotr Gacek             |
| 01.02.2016  | 18:00 | Indykpol AZS Olsztyn        | 1:3 (21:25, 20:25, 25:18, 33:35)        | Jastrzębski Węgiel          | 2150   | Maciej Muzaj            |
| 16. KOLEJKA |       |                             |                                         |                             |        |                         |
| 07.02.2016  | 17:30 | Indykpol AZS Olsztyn        | 3:1 (22:25, 27:25, 27:25, 25:19)        | Cuprum Lubin                | 1300   | Paweł Woicki            |
| 09.02.2016  | 18:00 | Effector Kielce             | 2:3 (20:25, 25:20, 25:19, 16:25, 15:17) | Łuczniczka Bydgoszcz        | 1300   | Jakub Jarosz            |
| 10.02.2016  | 17:00 | Lotos Trefl Gdańsk          | 3:1 (19:25, 25:21, 25:19, 25:23)        | AZS Częstochowa             | 2470   | Sebastian Schwarz       |
| 10.02.2016  | 18:00 | MKS Będzin                  | 0:3 (22:25, 13:25, 22:25)               | ZAKSA Kędzierzyn-Koźle      | 1300   | Rafał Buszek            |
| 10.02.2016  | 18:00 | Czarni Radom                | 1:3 (25:22, 27:29, 13:25, 21:25)        | AZS Politechnika Warszawska | 1300   | Łukasz Łapszyński       |
| 10.02.2016  | 18:00 | Asseco Resovia Rzeszów      | 2:3 (22:25, 29:31, 26:24, 25:23, 13:15) | PGE Skra Bełchatów          | 4300   | Mariusz Wlazły          |
| 10.02.2016  | 19:00 | BBTS Bielsko-Biała          | 3:2 (25:22, 25:23, 23:25, 23:25, 15:13) | Jastrzębski Węgiel          | 1200   | Grzegorz Pilarz         |
| 17. KOLEJKA |       |                             |                                         |                             |        |                         |
| 12.02.2016  | 18:00 | Łuczniczka Bydgoszcz        | 3:1 (25:23, 25:20, 20:25, 25:19)        | BBTS Bielsko-Biała          | 2000   | Murilo Radke            |
| 13.02.2016  | 14:45 | Lotos Trefl Gdańsk          | 3:0 (25:17, 25:20, 25:16)               | PGE Skra Bełchatów          | 7600   | Wojciech Grzyb          |
| 13.02.2016  | 17:00 | ZAKSA Kędzierzyn-Koźle      | 3:0 (25:22, 25:18, 25:14)               | Effector Kielce             | 2800   | Benjamin Toniutti       |
| 13.02.2016  | 17:00 | Czarni Radom                | 3:1 (27:25, 23:25, 25:17, 25:21)        | AZS Częstochowa             | 1200   | Artur Szalpuk           |
| 13.02.2016  | 17:00 | AZS Politechnika Warszawska | 3:2 (21:25, 25:11, 25:23, 22:25, 15:13) | Indykpol AZS Olsztyn        | 800    | Michał Filip            |
| 13.02.2016  | 17:00 | Cuprum Lubin                | 3:2 (23:25, 25:14, 25:20, 23:25, 15:7)  | MKS Będzin                  | 2003   | Grzegorz Łomacz         |
| 13.02.2016  | 20:00 | Jastrzębski Węgiel          | 0:3 (15:25, 15:25, 14:25)               | Asseco Resovia Rzeszów      | 3000   | Lukáš Ticháček          |
| 18. KOLEJKA |       |                             |                                         |                             |        |                         |
| 17.02.2016  | 19:00 | AZS Politechnika Warszawska | 2:3 (23:25, 25:27, 25:23, 26:24, 9:15)  | MKS Będzin                  | 800    | Jakub Peszko            |
| 19.02.2016  | 18:00 | Indykpol AZS Olsztyn        | 3:2 (12:25, 25:22, 25:22, 19:25, 15:13) | Czarni Radom                | 1700   | Bartosz Bednorz         |
| 20.02.2016  | 14:00 | BBTS Bielsko-Biała          | 0:3 (15:25, 21:25, 21:25)               | ZAKSA Kędzierzyn-Koźle      | 2000   | Benjamin Toniutti       |
| 20.02.2016  | 14:45 | Lotos Trefl Gdańsk          | 1:3 (15:25, 25:20, 19:25, 17:25)        | Jastrzębski Węgiel          | 2400   | Aleksander Szafranowicz |
| 20.02.2016  | 15:00 | Effector Kielce             | 3:2 (20:25, 25:27, 28:26, 25:21, 16:14) | Cuprum Lubin                | 1000   | Marcin Komenda          |
| 20.02.2016  | 17:00 | AZS Częstochowa             | 2:3 (16:25, 27:25, 20:25, 26:24, 9:15)  | PGE Skra Bełchatów          | 3000   | Karol Kłos              |
| 20.02.2016  | 20:00 | Asseco Resovia Rzeszów      | 3:0 (25:22, 25:18, 25:21)               | Łuczniczka Bydgoszcz        | 4304   | Krzysztof Ignaczak      |
| 19. KOLEJKA |       |                             |                                         |                             |        |                         |
| 23.02.2016  | 18:00 | Indykpol AZS Olsztyn        | 3:1 (25:21, 25:12, 22:25, 25:21)        | AZS Częstochowa             | 1000   | Paweł Adamajtis         |
| 24.02.2016  | 18:00 | Czarni Radom                | 3:0 (25:15, 25:18, 26:24)               | MKS Będzin                  | 1100   | Bartłomiej Bołądź       |
| 24.02.2016  | 18:00 | Łuczniczka Bydgoszcz        | 0:3 (21:25, 23:25, 23:25)               | Lotos Trefl Gdańsk          | 3300   | Murphy Troy             |
| 24.02.2016  | 18:00 | Cuprum Lubin                | 1:3 (22:25, 20:25, 25:20, 19:25)        | BBTS Bielsko-Biała          | 1750   | Serhij Kapełuś          |
| 24.02.2016  | 18:00 | Jastrzębski Węgiel          | 2:3 (23:25, 27:25, 25:27, 25:20, 10:15) | PGE Skra Bełchatów          | 2850   | Facundo Conte           |
| 24.02.2016  | 19:00 | AZS Politechnika Warszawska | 3:0 (27:25, 25:22, 25:15)               | Effector Kielce             | 800    | Michał Filip            |
| 24.02.2016  | 20:30 | ZAKSA Kędzierzyn-Koźle      | 3:1 (22:25, 25:19, 25:22, 25:21)        | Asseco Resovia Rzeszów      | 3380   | Kevin Tillie            |
| 20. KOLEJKA |       |                             |                                         |                             |        |                         |
| 27.02.2016  | 14:45 | Cuprum Lubin                | 3:0 (25:22, 32:30, 25:23)               | Asseco Resovia Rzeszów      | 3430   | Robert Täht             |
| 27.02.2016  | 15:00 | PGE Skra Bełchatów          | 0:3 (23:25, 21:25, 22:25)               | Łuczniczka Bydgoszcz        | 2700   | Jakub Jarosz            |
| 27.02.2016  | 17:00 | BBTS Bielsko-Biała          | 0:3 (21:25, 20:25, 23:25)               | AZS Politechnika Warszawska | 900    | Paweł Zagumny           |
| 27.02.2016  | 17:00 | Effector Kielce             | 1:3 (23:25, 14:25, 25:23, 18:25)        | Czarni Radom                | 2100   | Daniel Pliński          |
| 27.02.2016  | 18:00 | MKS Będzin                  | 3:0 (25:23, 25:19, 25:23)               | Indykpol AZS Olsztyn        | 1100   | Mateusz Piotrowski      |
| 27.02.2016  | 20:00 | AZS Częstochowa             | 2:3 (25:22, 25:21, 19:25, 13:25, 10:15) | Jastrzębski Węgiel          | 1650   | Michal Masný            |
| 28.02.2016  | 14:45 | Lotos Trefl Gdańsk          | 3:1 (25:23, 21:25, 25:23, 25:20)        | ZAKSA Kędzierzyn-Koźle      | 5400   | Piotr Gacek             |
| 21. KOLEJKA |       |                             |                                         |                             |        |                         |
| 04.03.2016  | 17:30 | Indykpol AZS Olsztyn        | 3:0 (25:19, 25:18, 25:22)               | Effector Kielce             | 1500   | Miłosz Zniszczoł        |
| 04.03.2016  | 18:00 | Łuczniczka Bydgoszcz        | 0:3 (20:25, 18:25, 26:28)               | Jastrzębski Węgiel          | 3000   | Michal Masný            |
| 04.03.2016  | 18:00 | Czarni Radom                | 3:2 (23:25, 23:25, 25:18, 25:22, 15:9)  | BBTS Bielsko-Biała          | 1100   | Artur Szalpuk           |
| 05.03.2016  | 20:00 | Cuprum Lubin                | 3:0 (25:21, 25:20, 25:17)               | Lotos Trefl Gdańsk          | 2750   | Robert Täht             |
| 06.03.2016  | 14:45 | ZAKSA Kędzierzyn-Koźle      | 2:3 (25:23, 19:25, 25:21, 23:25, 12:15) | PGE Skra Bełchatów          | 3375   | Srećko Lisinac          |
| 06.03.2016  | 17:00 | MKS Będzin                  | 3:1 (25:22, 26:24, 21:25, 25:21)        | AZS Częstochowa             | 1250   | Mariusz Gaca            |
| 06.03.2016  | 19:00 | AZS Politechnika Warszawska | 1:3 (18:25, 25:21, 23:25, 18:25)        | Asseco Resovia Rzeszów      | 4300   | Dmytro Paszycki         |
| 22. KOLEJKA |       |                             |                                         |                             |        |                         |
| 10.03.2016  | 18:00 | BBTS Bielsko-Biała          | 3:1 (26:24, 25:21, 23:25, 25:18)        | Indykpol AZS Olsztyn        | 800    | Bartłomiej Neroj        |
| 11.03.2016  | 18:00 | AZS Częstochowa             | 0:3 (20:25, 21:25, 22:25)               | Łuczniczka Bydgoszcz        | 1350   | Łukasz Wiese            |
| 11.03.2016  | 18:00 | Effector Kielce             | 1:3 (25:23, 26:28, 22:25, 19:25)        | MKS Będzin                  | 1300   | Maciej Pawliński        |
| 11.03.2016  | 18:00 | Asseco Resovia Rzeszów      | 3:1 (25:19, 23:25, 25:22, 25:20)        | Czarni Radom                | 4300   | Bartosz Kurek           |
| 12.03.2016  | 14:45 | Jastrzębski Węgiel          | 0:3 (15:25, 23:25, 18:25)               | ZAKSA Kędzierzyn-Koźle      | 2700   | Kevin Tillie            |
| 12.03.2016  | 15:00 | PGE Skra Bełchatów          | 3:1 (25:19, 26:28, 25:19, 25:21)        | Cuprum Lubin                | 2700   | Srećko Lisinac          |
| 12.03.2016  | 20:00 | Lotos Trefl Gdańsk          | 0:3 (28:30, 28:30, 20:25)               | AZS Politechnika Warszawska | 3000   | Bartłomiej Lemański     |
| 23. KOLEJKA |       |                             |                                         |                             |        |                         |
| 09.03.2016  | 18:00 | Cuprum Lubin                | 3:1 (25:19, 20:25, 36:34, 25:16)        | Jastrzębski Węgiel          | 2850   | Grzegorz Łomacz         |
| 16.03.2016  | 20:30 | Indykpol AZS Olsztyn        | 0:3 (23:25, 17:25, 17:25)               | Asseco Resovia Rzeszów      | 1800   | Dmytro Paszycki         |
| 18.03.2016  | 18:00 | Czarni Radom                | 3:1 (25:16, 27:25, 23:25, 25:22)        | Lotos Trefl Gdańsk          | 1500   | Artur Szalpuk           |
| 19.03.2016  | 15:00 | Effector Kielce             | 2:3 (25:23, 18:25, 10:25, 25:23, 12:15) | AZS Częstochowa             | 1200   | Matej Pátak             |
| 19.03.2016  | 20:00 | ZAKSA Kędzierzyn-Koźle      | 3:0 (25:21, 25:17, 25:22)               | Łuczniczka Bydgoszcz        | 2250   | Sam Deroo               |
| 20.03.2016  | 14:45 | AZS Politechnika Warszawska | 1:3 (21:25, 24:26, 25:17, 23:25)        | PGE Skra Bełchatów          | 5800   | Nicolás Uriarte         |
| 21.03.2016  | 18:00 | MKS Będzin                  | 0:3 (25:27, 23:25, 23:25)               | BBTS Bielsko-Biała          | 1300   | Bartosz Janeczek        |
| 24. KOLEJKA |       |                             |                                         |                             |        |                         |
| 24.03.2016  | 20:30 | Łuczniczka Bydgoszcz        | 0:3 (16:25, 28:30, 20:25)               | Cuprum Lubin                | 2600   | Grzegorz Łomacz         |
| 30.03.2016  | 20:30 | Lotos Trefl Gdańsk          | 3:1 (25:22, 25:17, 20:25, 25:17)        | Indykpol AZS Olsztyn        | 2070   | Damian Schulz           |
| 31.03.2016  | 18:00 | AZS Częstochowa             | 0:3 (14:25, 26:28, 21:25)               | ZAKSA Kędzierzyn-Koźle      | 1450   | Grzegorz Pająk          |
| 31.03.2016  | 18:00 | Asseco Resovia Rzeszów      | 3:1 (25:19, 23:25, 25:18, 25:18)        | MKS Będzin                  | 4207   | Krzysztof Ignaczak      |
| 01.04.2016  | 20:00 | BBTS Bielsko-Biała          | 3:0 (25:21, 25:17, 25:18)               | Effector Kielce             | 1100   | Bartłomiej Krulicki     |
| 02.04.2016  | 17:00 | Jastrzębski Węgiel          | 2:3 (22:25, 22:25, 25:13, 25:21, 16:18) | AZS Politechnika Warszawska | 1800   | Paweł Zagumny           |
| 02.04.2016  | 18:00 | PGE Skra Bełchatów          | 3:0 (25:21, 25:14, 25:20)               | Czarni Radom                | 2700   | Mariusz Wlazły          |
| 25. KOLEJKA |       |                             |                                         |                             |        |                         |
| 23.03.2016  | 20:30 | Effector Kielce             | 0:3 (18:25, 16:25, 14:25)               | Asseco Resovia Rzeszów      | 3300   | Dmytro Paszycki         |
| 05.04.2016  | 20:30 | Cuprum Lubin                | 0:3 (26:28, 16:25, 21:25)               | ZAKSA Kędzierzyn-Koźle      | 3350   | Rafał Buszek            |
| 06.04.2016  | 18:00 | Czarni Radom                | 3:0 (25:17, 25:23, 25:19)               | Jastrzębski Węgiel          | 1300   | Adam Kowalski           |
| 06.04.2016  | 18:00 | Indykpol AZS Olsztyn        | 0:3 (19:25, 27:29, 23:25)               | PGE Skra Bełchatów          | 1900   | Nicolas Marechal        |
| 06.04.2016  | 18:00 | BBTS Bielsko-Biała          | 1:3 (21:25, 23:25, 25:18, 18:25)        | AZS Częstochowa             | 700    | Felipe Airton Banderò   |
| 06.04.2016  | 19:00 | AZS Politechnika Warszawska | 3:1 (25:22, 25:27, 25:23, 25:18)        | Łuczniczka Bydgoszcz        | 1000   | Michał Filip            |
| 12.04.2016  | 19:00 | Lotos Trefl Gdańsk          | 3:1 (25:16, 28:30, 25:15, 25:22)        | MKS Będzin                  | 1400   | Piotr Gacek             |
| 26. KOLEJKA |       |                             |                                         |                             |        |                         |
| 06.04.2016  | 20:30 | Lotos Trefl Gdańsk          | 0:3 (23:25, 20:25, 20:25)               | Asseco Resovia Rzeszów      | 5180   | Fabian Drzyzga          |
| 09.04.2016  | 14:45 | Cuprum Lubin                | 3:0 (25:22, 26:24, 25:23)               | Czarni Radom                | 2300   | Robert Täht             |
| 09.04.2016  | 14:45 | PGE Skra Bełchatów          | 3:1 (23:25, 25:19, 25:22, 27:25)        | BBTS Bielsko-Biała          | 2700   | Nicolas Marechal        |
| 09.04.2016  | 17:00 | Łuczniczka Bydgoszcz        | 3:0 (25:17, 25:17, 25:15)               | MKS Będzin                  | 2000   | Kévin Klinkenberg       |
| 09.04.2016  | 17:00 | AZS Politechnika Warszawska | 3:2 (25:10, 25:19, 20:25, 21:25, 15:13) | AZS Częstochowa             | 1100   | Paweł Zagumny           |
| 10.04.2016  | 14:45 | ZAKSA Kędzierzyn-Koźle      | 3:0 (25:22, 25:21, 25:16)               | Indykpol AZS Olsztyn        | 2750   | Kevin Tillie            |
| 11.04.2016  | 18:00 | Jastrzębski Węgiel          | 2:3 (23:25, 25:21, 15:25, 25:17, 14:16) | Effector Kielce             | 853    | Sławomir Jungiewicz     |

#### Tabela
| Lp. | Drużyna                     | Pkt | Mecze | Mecze | Mecze | Rodzaj wyniku | Rodzaj wyniku | Rodzaj wyniku | Rodzaj wyniku | Rodzaj wyniku | Rodzaj wyniku | Sety | Sety | Sety  | Małe punkty | Małe punkty | Małe punkty |
| Lp. | Drużyna                     | Pkt | M     | W     | P     | 3:0           | 3:1           | 3:2           | 2:3           | 1:3           | 0:3           | wyg. | prz. | stos. | zdob.       | str.        | stos.       |
| --- | --------------------------- | --- | ----- | ----- | ----- | ------------- | ------------- | ------------- | ------------- | ------------- | ------------- | ---- | ---- | ----- | ----------- | ----------- | ----------- |
| 1   | ZAKSA Kędzierzyn-Koźle      | 69  | 26    | 23    | 3     | 19            | 2             | 2             | 2             | 1             | 0             | 74   | 15   | 4.93  | 2144        | 1769        | 1.21        |
| 2   | Asseco Resovia Rzeszów      | 58  | 26    | 18    | 8     | 10            | 7             | 1             | 5             | 2             | 1             | 66   | 33   | 2     | 2338        | 2072        | 1.13        |
| 3   | PGE Skra Bełchatów          | 58  | 26    | 21    | 5     | 8             | 7             | 6             | 1             | 2             | 2             | 67   | 34   | 1.97  | 2360        | 2166        | 1.09        |
| 4   | Lotos Trefl Gdańsk          | 50  | 26    | 18    | 8     | 4             | 9             | 5             | 1             | 2             | 5             | 58   | 43   | 1.35  | 2300        | 2180        | 1.06        |
| 5   | Cuprum Lubin                | 46  | 26    | 15    | 11    | 8             | 3             | 4             | 5             | 4             | 2             | 59   | 44   | 1.34  | 2361        | 2277        | 1.04        |
| 6   | Cerrad Czarni Radom         | 45  | 26    | 15    | 11    | 6             | 6             | 3             | 3             | 4             | 4             | 55   | 45   | 1.22  | 2277        | 2164        | 1.05        |
| 7   | Jastrzębski Węgiel          | 40  | 26    | 13    | 13    | 5             | 3             | 5             | 6             | 2             | 5             | 53   | 52   | 1.02  | 2319        | 2307        | 1.01        |
| 8   | AZS Politechnika Warszawska | 36  | 26    | 13    | 13    | 5             | 2             | 6             | 3             | 4             | 6             | 49   | 53   | 0.92  | 2261        | 2290        | 0.99        |
| 9   | Indykpol AZS Olsztyn        | 33  | 26    | 11    | 15    | 4             | 4             | 3             | 3             | 5             | 7             | 44   | 55   | 0.8   | 2153        | 2246        | 0.96        |
| 10  | Łuczniczka Bydgoszcz        | 32  | 26    | 11    | 15    | 4             | 6             | 1             | 0             | 4             | 11            | 37   | 53   | 0.7   | 2025        | 2099        | 0.96        |
| 11  | BBTS Bielsko-Biała          | 25  | 26    | 8     | 18    | 2             | 3             | 3             | 4             | 7             | 7             | 39   | 63   | 0.62  | 2180        | 2344        | 0.93        |
| 12  | AZS Częstochowa             | 19  | 26    | 6     | 20    | 1             | 2             | 3             | 4             | 7             | 9             | 33   | 68   | 0.49  | 2107        | 2318        | 0.91        |
| 13  | Effector Kielce             | 18  | 26    | 5     | 21    | 0             | 3             | 2             | 5             | 8             | 8             | 33   | 70   | 0.47  | 2133        | 2408        | 0.89        |
| 14  | MKS Będzin                  | 17  | 26    | 5     | 21    | 2             | 2             | 1             | 3             | 7             | 11            | 28   | 67   | 0.42  | 1956        | 2274        | 0.86        |

Źródło: plusliga.pl (pol.)
Punktacja: 3:0 i 3:1 – 3 pkt; 3:2 – 2 pkt; 2:3 – 1 pkt; 1:3 i 0:3 – 0 pkt
Zasady ustalania kolejności: 1. liczba punktów; 2. stosunek setów; 3. stosunek małych punktów; 4. bilans w bezpośrednich meczach
     mecze o mistrzostwo

### Faza play-off

#### Finał
(do 3 zwycięstw)
| Data       | Godz. | Gospodarz              | Rezultat                  | Gość                   | Widzów | MVP               |
| ---------- | ----- | ---------------------- | ------------------------- | ---------------------- | ------ | ----------------- |
| 21.04.2016 | 20:30 | ZAKSA Kędzierzyn-Koźle | 3:0 (25:20, 25:14, 25:18) | Asseco Resovia Rzeszów | 3500   | Sam Deroo         |
| 22.04.2016 | 20:30 | ZAKSA Kędzierzyn-Koźle | 3:0 (25:18, 25:19, 25:21) | Asseco Resovia Rzeszów | 3500   | Jurij Hładyr      |
| 26.04.2016 | 20:30 | Asseco Resovia Rzeszów | 0:3 (23:25, 21:25, 13:25) | ZAKSA Kędzierzyn-Koźle | 4300   | Benjamin Toniutti |

#### Mecz o 3. miejsce
(do 3 zwycięstw)
| Data       | Godz. | Gospodarz          | Rezultat                  | Gość               | Widzów | MVP             |
| ---------- | ----- | ------------------ | ------------------------- | ------------------ | ------ | --------------- |
| 21.04.2016 | 18:00 | PGE Skra Bełchatów | 3:0 (26:24, 25:15, 25:21) | Lotos Trefl Gdańsk | 2650   | Nicolás Uriarte |
| 22.04.2016 | 18:00 | PGE Skra Bełchatów | 3:0 (25:13, 25:10, 25:21) | Lotos Trefl Gdańsk | 2700   | Mariusz Wlazły  |
| 26.04.2016 | 18:00 | Lotos Trefl Gdańsk | 0:3 (11:25, 19:25, 17:25) | PGE Skra Bełchatów | 5119   | Nicolás Uriarte |

#### Mecz o 5. miejsce
(do 2 zwycięstw)
| Data       | Godz. | Gospodarz    | Rezultat                               | Gość         | Widzów | MVP              |
| ---------- | ----- | ------------ | -------------------------------------- | ------------ | ------ | ---------------- |
| 15.04.2016 | 18:00 | Czarni Radom | 0:3 (23:25, 15:25, 22:25)              | Cuprum Lubin | 950    | Łukasz Kaczmarek |
| 22.04.2016 | 18:00 | Cuprum Lubin | 3:2 (25:22, 20:25, 23:25, 25:19, 15:9) | Czarni Radom | 1757   | Keith Pupart     |

#### Mecz o 7. miejsce
(do 2 zwycięstw)
| Data       | Godz. | Gospodarz                   | Rezultat                                | Gość                        | Widzów | MVP           |
| ---------- | ----- | --------------------------- | --------------------------------------- | --------------------------- | ------ | ------------- |
| 18.04.2016 | 19:00 | AZS Politechnika Warszawska | 1:3 (18:25, 18:25, 25:20, 21:25)        | Jastrzębski Węgiel          | 1200   | Michal Masný  |
| 23.04.2016 | 18:00 | Jastrzębski Węgiel          | 2:3 (26:24, 22:25, 25:13, 19:25, 11:15) | AZS Politechnika Warszawska | 730    | Paweł Zagumny |
| 24.04.2016 | 18:00 | Jastrzębski Węgiel          | 3:0 (28:26, 25:22, 25:21)               | AZS Politechnika Warszawska | 520    | Michal Masný  |

#### Mecz o 9. miejsce
(do 2 zwycięstw)
| Data       | Godz. | Gospodarz            | Rezultat                                | Gość                 | Widzów | MVP             |
| ---------- | ----- | -------------------- | --------------------------------------- | -------------------- | ------ | --------------- |
| 14.04.2016 | 19:00 | Łuczniczka Bydgoszcz | 3:0 (28:26, 25:20, 25:23)               | Indykpol AZS Olsztyn | 1120   | Łukasz Wiese    |
| 20.04.2016 | 18:00 | Indykpol AZS Olsztyn | 3:1 (25:19, 22:25, 25:23, 25:16)        | Łuczniczka Bydgoszcz | 800    | Marcin Waliński |
| 21.04.2016 | 18:00 | Indykpol AZS Olsztyn | 2:3 (25:15, 25:23, 18:25, 23:25, 12:15) | Łuczniczka Bydgoszcz | 550    | Michał Ruciak   |

#### Mecz o 11. miejsce
(do 2 zwycięstw)
| Data       | Godz. | Gospodarz          | Rezultat                         | Gość               | Widzów | MVP            |
| ---------- | ----- | ------------------ | -------------------------------- | ------------------ | ------ | -------------- |
| 15.04.2016 | 18:00 | AZS Częstochowa    | 3:0 (27:25, 25:16, 25:18)        | BBTS Bielsko-Biała | 950    | Rafael Redwitz |
| 24.04.2016 | 18:00 | BBTS Bielsko-Biała | 1:3 (23:25, 25:22, 16:25, 19:25) | AZS Częstochowa    | 800    | Rafael Redwitz |

#### Mecz o 13. miejsce
(do 2 zwycięstw)
| Data       | Godz. | Gospodarz       | Rezultat                                | Gość            | Widzów | MVP                 |
| ---------- | ----- | --------------- | --------------------------------------- | --------------- | ------ | ------------------- |
| 20.04.2016 | 18:00 | MKS Będzin      | 1:3 (25:22, 19:25, 20:25, 16:25)        | Effector Kielce | 1100   | Sławomir Jungiewicz |
| 24.04.2016 | 16:00 | Effector Kielce | 3:2 (18:25, 25:13, 22:25, 25:22, 19:17) | MKS Będzin      | 1200   | Sławomir Jungiewicz |

## Klasyfikacja
| Lp. | Drużyna                     |
| --- | --------------------------- |
| 1.  | ZAKSA Kędzierzyn-Koźle      |
| 2.  | Asseco Resovia Rzeszów      |
| 3.  | PGE Skra Bełchatów          |
| 4.  | Lotos Trefl Gdańsk          |
| 5.  | Cuprum Lubin                |
| 6.  | Cerrad Czarni Radom         |
| 7.  | Jastrzębski Węgiel          |
| 8.  | AZS Politechnika Warszawska |
| 9.  | Łuczniczka Bydgoszcz        |
| 10. | Indykpol AZS Olsztyn        |
| 11. | AZS Częstochowa             |
| 12. | BBTS Bielsko-Biała          |
| 13. | Effector Kielce             |
| 14. | MKS Będzin                  |

     Liga Mistrzów 2016/2017

## Składy drużyn
| Asseco Resovia Rzeszów | Asseco Resovia Rzeszów | Asseco Resovia Rzeszów | Asseco Resovia Rzeszów | Asseco Resovia Rzeszów |
| Nr                     | Imię i nazwisko        | Data ur.               | Wzrost                 | Pozycja                |
| ---------------------- | ---------------------- | ---------------------- | ---------------------- | ---------------------- |
| 1                      | Bartosz Kurek          | 29.08.1988             | 205                    | atakujący              |
| 2                      | Thomas Jaeschke        | 04.09.1993             | 200                    | przyjmujący            |
| 4                      | Piotr Nowakowski       | 18.12.1987             | 205                    | środkowy               |
| 5                      | Lukas Tichacek         | 12.01.1982             | 193                    | rozgrywający           |
| 6                      | Dawid Dryja            | 21.07.1992             | 201                    | środkowy               |
| 7                      | Olieg Achrem           | 12.03.1983             | 195                    | przyjmujący            |
| 8                      | Julien Lyneel          | 15.04.1990             | 192                    | przyjmujący            |
| 9                      | Dmytro Paszycki        | 29.11.1987             | 202                    | środkowy               |
| 10                     | Jochen Schöps          | 08.10.1983             | 204                    | atakujący              |
| 11                     | Fabian Drzyzga         | 03.01.1990             | 196                    | rozgrywający           |
| 12                     | Łukasz Perłowski       | 03.04.1984             | 203                    | środkowy               |
| 14                     | Aleksander Śliwka      | 24.05.1995             | 202                    | przyjmujący            |
| 16                     | Krzysztof Ignaczak     | 15.05.1978             | 188                    | libero                 |
| 17                     | Nikołaj Penczew        | 22.05.1992             | 196                    | przyjmujący            |
| 18                     | Damian Wojtaszek       | 07.09.1988             | 180                    | libero                 |
| 19                     | Russell Holmes         | 01.07.1982             | 205                    | środkowy               |
| 20                     | Dominik Witczak        | 02.01.1983             | 198                    | atakujący              |
|                        | Andrzej Kowal          | Trener                 | Trener                 | Trener                 |
|                        | Marcin Ogonowski       | Asystent trenera       | Asystent trenera       | Asystent trenera       |

| Lotos Trefl Gdańsk | Lotos Trefl Gdańsk   | Lotos Trefl Gdańsk | Lotos Trefl Gdańsk | Lotos Trefl Gdańsk |
| Nr                 | Imię i nazwisko      | Data ur.           | Wzrost             | Pozycja            |
| ------------------ | -------------------- | ------------------ | ------------------ | ------------------ |
| 1                  | Sławomir Zemlik      | 03.11.1992         | 200                | przyjmujący        |
| 2                  | Wojciech Grzyb       | 04.01.1981         | 206                | środkowy           |
| 3                  | Piotr Gacek          | 16.09.1978         | 185                | libero             |
| 4                  | Przemysław Stępień   | 07.02.1994         | 185                | rozgrywający       |
| 5                  | Marco Falaschi       | 18.09.1987         | 188                | rozgrywający       |
| 7                  | Damian Schulz        | 26.02.1990         | 208                | atakujący          |
| 8                  | Karol Behrendt       | 14.04.1995         | 197                | środkowy           |
| 9                  | Sebastian Schwarz    | 02.10.1985         | 197                | przyjmujący        |
| 10                 | Bartosz Gawryszewski | 22.08.1985         | 202                | środkowy           |
| 11                 | Murphy Troy          | 31.05.1989         | 202                | atakujący          |
| 12                 | Artur Ratajczak      | 18.09.1990         | 206                | środkowy           |
| 15                 | Mateusz Mika         | 21.01.1991         | 207                | przyjmujący        |
| 17                 | Miłosz Hebda         | 11.03.1991         | 208                | przyjmujący        |
| 18                 | Mateusz Czunkiewicz  | 16.12.1996         | 180                | libero             |
|                    | Andrea Anastasi      | Trener             | Trener             | Trener             |
|                    | Wojciech Serafin     | Asystent trenera   | Asystent trenera   | Asystent trenera   |

| PGE Skra Bełchatów | PGE Skra Bełchatów   | PGE Skra Bełchatów | PGE Skra Bełchatów | PGE Skra Bełchatów |
| Nr                 | Imię i nazwisko      | Data ur.           | Wzrost             | Pozycja            |
| ------------------ | -------------------- | ------------------ | ------------------ | ------------------ |
| 1                  | Srećko Lisinac       | 1992               | 205                | środkowy           |
| 2                  | Mariusz Wlazły       | 1983               | 194                | atakujący          |
| 4                  | Mariusz Marcyniak    | 1992               | 206                | środkowy           |
| 6                  | Karol Kłos           | 1989               | 201                | środkowy           |
| 7                  | Facundo Conte        | 1989               | 197                | przyjmujący        |
| 8                  | Andrzej Wrona        | 1988               | 206                | środkowy           |
| 9                  | Marcin Janusz        | 1994               | 195                | rozgrywający       |
| 10                 | Nicolás Uriarte      | 1990               | 189                | rozgrywający       |
| 11                 | Mihajlo Stanković    | 1993               | 200                | przyjmujący        |
| 13                 | Michał Winiarski     | 1983               | 200                | przyjmujący        |
| 14                 | Marcel Gromadowski   | 1985               | 202                | atakujący          |
| 15                 | Israel Rodríguez     | 1981               | 195                | przyjmujący        |
| 16                 | Kacper Piechocki     | 1995               | 186                | libero             |
| 17                 | Robert Milczarek     | 1983               | 188                | libero             |
| 18                 | Nicolas Marechal     | 1987               | 198                | przyjmujący        |
|                    | Miguel Ángel Falasca | Trener             | Trener             | Trener             |
|                    | Fabio Storti         | Asystent trenera   | Asystent trenera   | Asystent trenera   |

| Jastrzębski Węgiel | Jastrzębski Węgiel      | Jastrzębski Węgiel | Jastrzębski Węgiel | Jastrzębski Węgiel |
| Nr                 | Imię i nazwisko         | Data ur.           | Wzrost             | Pozycja            |
| ------------------ | ----------------------- | ------------------ | ------------------ | ------------------ |
| 1                  | Patryk Strzeżek         | 19.11.1989         | 202                | atakujący          |
| 2                  | Maciej Muzaj            | 21.05.1994         | 208                | atakujący          |
| 3                  | Jakub Popiwczak         | 16.04.1996         | 180                | libero             |
| 5                  | Radosław Gil            | 25.01.1997         | 191                | rozgrywający       |
| 6                  | Damian Boruch           | 14.12.1989         | 209                | środkowy           |
| 7                  | Michal Masný            | 14.08.1979         | 182                | rozgrywający       |
| 8                  | Mateusz Kańczok         | 03.06.1993         | 204                | środkowy           |
| 9                  | Jason De Rocco          | 19.09.1989         | 201                | przyjmujący        |
| 10                 | Toontje Van Lankvelt    | 01.07.1984         | 198                | przyjmujący        |
| 11                 | Wojciech Sobala         | 12.05.1988         | 208                | środkowy           |
| 12                 | Konrad Formela          | 08.03.1995         | 194                | przyjmujący        |
| 16                 | Piotr Hain              | 26.02.1991         | 207                | środkowy           |
| 17                 | Aleksander Szafranowicz | 02.04.1983         | 194                | przyjmujący        |
| 18                 | Adrian Mihułka          | 10.07.1989         | 182                | libero             |
|                    | Mark Lebedew            | Trener             | Trener             | Trener             |
|                    | Leszek Dejewski         | Asystent trenera   | Asystent trenera   | Asystent trenera   |

| Transfer Bydgoszcz | Transfer Bydgoszcz  | Transfer Bydgoszcz | Transfer Bydgoszcz | Transfer Bydgoszcz |
| Nr                 | Imię i nazwisko     | Data ur.           | Wzrost             | Pozycja            |
| ------------------ | ------------------- | ------------------ | ------------------ | ------------------ |
| 1                  | Jan Nowakowski      | 17.05.1994         | 202                | środkowy           |
| 2                  | Kévin Klinkenberg   | 04.10.1990         | 198                | przyjmujący        |
| 3                  | Michał Żurek        | 03.06.1988         | 182                | libero             |
| 4                  | Wojciech Jurkiewicz | 21.06.1977         | 205                | środkowy           |
| 5                  | Wojciech Ferens     | 05.04.1991         | 194                | przyjmujący        |
| 6                  | Jakub Jarosz        | 10.02.1987         | 197                | atakujący          |
| 7                  | Murilo Radke        | 31.01.1989         | 198                | rozgrywający       |
| 8                  | Mateusz Siwicki     | 23.07.1996         | 199                | środkowy           |
| 9                  | Łukasz Wiese        | 24.03.1993         | 195                | przyjmujący        |
| 10                 | Dawid Murek         | 24.07.1977         | 195                | przyjmujący        |
| 11                 | Michał Ruciak       | 22.08.1983         | 190                | przyjmujący        |
| 12                 | Jan Lesiuk          | 07.06.1996         | 190                | przyjmujący        |
| 13                 | Grzegorz Kosok      | 02.03.1986         | 206                | środkowy           |
| 15                 | Paweł Stysiał       | 30.01.1997         | 182                | libero             |
| 16                 | Bartosz Krzysiek    | 19.02.1990         | 208                | atakujący          |
| 17                 | Nikodem Wolański    | 19.01.1994         | 198                | rozgrywający       |
| 18                 | Tomasz Bonisławski  | 22.01.1991         | 188                | libero             |
|                    | Piotr Makowski      | Trener             | Trener             | Trener             |
|                    | Marian Kardas       | Asystent trenera   | Asystent trenera   | Asystent trenera   |

| ZAKSA Kędzierzyn-Koźle | ZAKSA Kędzierzyn-Koźle | ZAKSA Kędzierzyn-Koźle | ZAKSA Kędzierzyn-Koźle | ZAKSA Kędzierzyn-Koźle |
| Nr                     | Imię i nazwisko        | Data ur.               | Wzrost                 | Pozycja                |
| ---------------------- | ---------------------- | ---------------------- | ---------------------- | ---------------------- |
| 1                      | Paweł Zatorski         | 21.06.1990             | 184                    | libero                 |
| 2                      | Kevin Tillie           | 02.11.1990             | 200                    | przyjmujący            |
| 4                      | Krzysztof Rejno        | 20.02.1993             | 203                    | środkowy               |
| 6                      | Dawid Konarski         | 31.08.1989             | 198                    | atakujący              |
| 7                      | Rafał Buszek           | 28.04.1987             | 195                    | przyjmujący            |
| 8                      | Jurij Gladyr           | 08.07.1984             | 203                    | środkowy               |
| 9                      | Łukasz Wiśniewski      | 03.02.1989             | 199                    | środkowy               |
| 10                     | Sławomir Stolc         | 23.01.1993             | 198                    | przyjmujący            |
| 11                     | Kamil Semeniuk         | 16.07.1996             | 195                    | przyjmujący            |
| 12                     | Grzegorz Bociek        | 06.06.1991             | 207                    | atakujący              |
| 14                     | Grzegorz Pająk         | 01.01.1987             | 196                    | rozgrywający           |
| 15                     | Sam Deroo              | 24.04.1992             | 199                    | przyjmujący            |
| 16                     | Benjamin Toniutti      | 30.10.1989             | 183                    | rozgrywający           |
| 17                     | Patryk Czarnowski      | 01.11.1985             | 202                    | środkowy               |
| 18                     | Korneliusz Banach      | 25.01.1994             | 180                    | libero                 |
|                        | Ferdinando De Giorgi   | Trener                 | Trener                 | Trener                 |
|                        | Oskar Kaczmarczyk      | Asystent trenera       | Asystent trenera       | Asystent trenera       |

| Cuprum Lubin | Cuprum Lubin        | Cuprum Lubin     | Cuprum Lubin     | Cuprum Lubin     |
| Nr           | Imię i nazwisko     | Data ur.         | Wzrost           | Pozycja          |
| ------------ | ------------------- | ---------------- | ---------------- | ---------------- |
| 1            | Mateusz Malinowski  | 06.05.1992       | 197              | atakujący        |
| 2            | Łukasz Kaczmarek    | 29.06.1994       | 204              | przyjmujący      |
| 3            | Keith Pupart        | 19.03.1985       | 195              | przyjmujący      |
| 5            | Adam Michalski      | 24.12.1988       | 201              | środkowy         |
| 6            | Paweł Rusek         | 21.01.1983       | 183              | libero           |
| 7            | Maciej Gorzkiewicz  | 16.02.1984       | 192              | rozgrywający     |
| 8            | Marcus Böhme        | 25.08.1985       | 211              | środkowy         |
| 9            | Robert Täht         | 15.08.1993       | 192              | przyjmujący      |
| 10           | Dawid Gunia         | 01.01.1987       | 203              | środkowy         |
| 11           | Marcin Kryś         | 15.01.1983       | 192              | libero           |
| 13           | Szymon Romać        | 01.10.1992       | 196              | atakujący        |
| 12           | Wojciech Włodarczyk | 28.10.1990       | 200              | przyjmujący      |
| 17           | Marcin Możdżonek    | 09.02.1985       | 212              | środkowy         |
| 18           | Grzegorz Łomacz     | 01.10.1987       | 187              | rozgrywający     |
|              | Gheorghe Cretu      | Trener           | Trener           | Trener           |
|              | Daniele Capriotti   | Asystent trenera | Asystent trenera | Asystent trenera |

| AZS Politechnika Warszawska | AZS Politechnika Warszawska | AZS Politechnika Warszawska | AZS Politechnika Warszawska | AZS Politechnika Warszawska |
| Nr                          | Imię i nazwisko             | Data ur.                    | Wzrost                      | Pozycja                     |
| --------------------------- | --------------------------- | --------------------------- | --------------------------- | --------------------------- |
| 1                           | Jakub Kowalczyk             | 26.06.1986                  | 200                         | środkowy                    |
| 2                           | Maciej Olenderek            | 16.10.1992                  | 178                         | libero                      |
| 3                           | Przemysław Smoliński        | 27.11.1992                  | 201                         | środkowy                    |
| 4                           | Jakub Radomski              | 16.03.1988                  | 203                         | przyjmujący                 |
| 5                           | Paweł Zagumny               | 18.10.1977                  | 200                         | rozgrywający                |
| 6                           | Paweł Halaba                | 14.12.1995                  | 195                         | przyjmujący                 |
| 7                           | Bartłomiej Lemański         | 19.03.1996                  | 215                         | środkowy                    |
| 8                           | Waldemar Świrydowicz        | 18.12.1986                  | 207                         | środkowy                    |
| 9                           | Guillaume Samica            | 28.09.1981                  | 197                         | przyjmujący                 |
| 10                          | Michał Filip                | 31.08.1994                  | 195                         | atakujący                   |
| 11                          | Łukasz Łapszyński           | 23.09.1993                  | 195                         | przyjmujący                 |
| 13                          | Jan Firlej                  | 26.09.1996                  | 186                         | rozgrywający                |
| 20                          | Paweł Mikołajczak           | 20.06.1988                  | 196                         | atakujący                   |
|                             | Jakub Bednaruk              | Trener                      | Trener                      | Trener                      |
|                             | Konrad Cop                  | Asystent trenera            | Asystent trenera            | Asystent trenera            |

| Cerrad Czarni Radom | Cerrad Czarni Radom  | Cerrad Czarni Radom | Cerrad Czarni Radom | Cerrad Czarni Radom |
| Nr                  | Imię i nazwisko      | Data ur.            | Wzrost              | Pozycja             |
| ------------------- | -------------------- | ------------------- | ------------------- | ------------------- |
| 1                   | Bartłomiej Bołądź    | 1994                | 203                 | atakujący           |
| 2                   | Michał Ostrowski     | 1990                | 203                 | środkowy            |
| 3                   | Igor Grobelny        | 1993                | 193                 | przyjmujący         |
| 4                   | Daniel Pliński       | 1978                | 204                 | środkowy            |
| 5                   | Bartłomiej Grzechnik | 1993                | 200                 | środkowy            |
| 6                   | Wojciech Żaliński    | 1988                | 195                 | przyjmujący         |
| 8                   | Jakub Zwiech         | 1996                | 202                 | środkowy            |
| 9                   | Adam Kowalski        | 1994                | 180                 | libero              |
| 10                  | Lukas Kampa          | 1986                | 195                 | rozgrywający        |
| 11                  | Patryk Szczurek      | 1991                | 193                 | rozgrywający        |
| 12                  | Artur Szalpuk        | 1995                | 202                 | przyjmujący         |
| 15                  | Zack La Cavera       | 1992                | 196                 | atakujący           |
| 16                  | Radosław Zbierski    | 1988                | 191                 | libero              |
| 17                  | Neven Majstorović    | 1989                | 192                 | libero              |
|                     | Raúl Lozano          | Trener              | Trener              | Trener              |
|                     | Robert Prygiel       | Asystent trenera    | Asystent trenera    | Asystent trenera    |

| Indykpol AZS Olsztyn | Indykpol AZS Olsztyn | Indykpol AZS Olsztyn | Indykpol AZS Olsztyn | Indykpol AZS Olsztyn |
| Nr                   | Imię i nazwisko      | Data ur.             | Wzrost               | Pozycja              |
| -------------------- | -------------------- | -------------------- | -------------------- | -------------------- |
| 1                    | Marcin Waliński      | 24.10.1990           | 196                  | przyjmujący          |
| 2                    | Bram Van den Dries   | 14.08.1989           | 206                  | atakujący            |
| 5                    | Miłosz Zniszczoł     | 02.07.1986           | 199                  | środkowy             |
| 6                    | Filip Stoilović      | 11.10.1992           | 195                  | przyjmujący          |
| 7                    | Bartosz Bednorz      | 25.07.1994           | 201                  | przyjmujący          |
| 8                    | Krzysztof Gulak      | 29.08.1996           | 196                  | przyjmujący          |
| 9                    | Paweł Adamajtis      | 30.08.1990           | 198                  | atakujący            |
| 11                   | Maciej Zajder        | 31.01.1988           | 202                  | środkowy             |
| 12                   | Paweł Woicki         | 29.06.1983           | 183                  | rozgrywający         |
| 13                   | Krzysztof Bieńkowski | 19.06.1995           | 198                  | rozgrywający         |
| 14                   | Michał Potera        | 06.03.1988           | 183                  | libero               |
| 15                   | Thomas Koelewijn     | 18.12.1988           | 207                  | środkowy             |
| 17                   | Jakub Zabłocki       | 10.04.1995           | 188                  | libero               |
|                      | Andrea Gardini       | Trener               | Trener               | Trener               |
|                      | Piotr Poskrobko      | Asystent trenera     | Asystent trenera     | Asystent trenera     |

| MKS Banimex Będzin | MKS Banimex Będzin                        | MKS Banimex Będzin | MKS Banimex Będzin | MKS Banimex Będzin |
| Nr                 | Imię i nazwisko                           | Data ur.           | Wzrost             | Pozycja            |
| ------------------ | ----------------------------------------- | ------------------ | ------------------ | ------------------ |
| 1                  | Mariusz Schamlewski                       | 16.01.1991         | 197                | środkowy           |
| 3                  | Tijmen Laane                              | 02.02.1988         | 206                | przyjmujący        |
| 4                  | Maciej Pawliński                          | 02.02.1983         | 193                | przyjmujący        |
| 5                  | Piotr Lipiński (w klubie do 11.2015 r.)   | 04.01.1979         | 195                | rozgrywający       |
| 5                  | Tyler Sanders (w klubie od 02.2016 r.)    | 14.12.1991         | 191                | rozgrywający       |
| 6                  | Viaceslaw Batchkala                       | 27.07.1994         | 204                | środkowy           |
| 7                  | Mariusz Gaca                              | 20.01.1984         | 201                | środkowy           |
| 8                  | Jakub Oczko                               | 27.12.1981         | 193                | rozgrywający       |
| 9                  | Sebastian Warda                           | 18.01.1989         | 205                | środkowy           |
| 10                 | Bartosz Kaczmarek                         | 17.01.1991         | 183                | libero             |
| 11                 | Harrison Peacock (w klubie do 01.2016 r.) | 31.01.1991         | 192                | rozgrywający       |
| 12                 | Mateusz Piotrowski                        | 24.06.1991         | 200                | atakujący          |
| 13                 | Michał Żuk                                | 04.07.1985         | 196                | przyjmujący        |
| 14                 | Jakub Peszko                              | 01.04.1992         | 193                | przyjmujący        |
| 17                 | Michał Kamiński                           | 17.05.1987         | 210                | atakujący          |
|                    | Tomasz Wasilkowski (do grudnia 2015 r.)   | Trener             | Trener             | Trener             |
|                    | Stelio DeRocco (od stycznia 2016 r.)      | Trener             | Trener             | Trener             |
|                    | Bartłomiej Chmiel                         | Asystent trenera   | Asystent trenera   | Asystent trenera   |
|                    | Emil Siewiorek                            | Asystent trenera   | Asystent trenera   | Asystent trenera   |

| Effector Kielce | Effector Kielce       | Effector Kielce  | Effector Kielce  | Effector Kielce  |
| Nr              | Imię i nazwisko       | Data ur.         | Wzrost           | Pozycja          |
| --------------- | --------------------- | ---------------- | ---------------- | ---------------- |
| 1               | Sławomir Jungiewicz   | 21.06.1989       | 195              | atakujący        |
| 3               | Krzysztof Wierzbowski | 18.07.1988       | 197              | przyjmujący      |
| 4               | Marcin Komenda        | 24.05.1996       | 197              | rozgrywający     |
| 6               | Jędrzej Maćkowiak     | 17.10.1992       | 198              | środkowy         |
| 7               | Michał Kędzierski     | 09.08.1994       | 194              | rozgrywający     |
| 8               | Andrij Orobko         | 10.08.1997       | 201              | środkowy         |
| 10              | Grzegorz Szymański    | 12.07.1978       | 202              | atakujący        |
| 11              | Andreas Takvam        | 04.06.1993       | 202              | środkowy         |
| 12              | Ihor Witiuk           | 29.01.1988       | 195              | przyjmujący      |
| 13              | Adrian Buchowski      | 30.09.1991       | 197              | przyjmujący      |
| 15              | Mateusz Bieniek       | 05.04.1994       | 210              | środkowy         |
| 18              | Damian Sobczak        | 13.12.1991       | 184              | libero           |
| 19              | Szymon Biniek         | 30.07.1995       | 186              | libero           |
|                 | Dariusz Daszkiewicz   | Trener           | Trener           | Trener           |
|                 | Mateusz Grabda        | Asystent trenera | Asystent trenera | Asystent trenera |

| BBTS Bielsko-Biała | BBTS Bielsko-Biała    | BBTS Bielsko-Biała | BBTS Bielsko-Biała | BBTS Bielsko-Biała |
| Nr                 | Imię i nazwisko       | Data ur.           | Wzrost             | Pozycja            |
| ------------------ | --------------------- | ------------------ | ------------------ | ------------------ |
| 1                  | Bartłomiej Krulicki   | 15.09.1993         | 205                | środkowy           |
| 2                  | Dan Lewis             | 03.04.1976         | 189                | libero             |
| 4                  | Wojciech Siek         | 01.05.1994         | 205                | środkowy           |
| 5                  | Krzysztof Modzelewski | 05.02.1992         | 196                | przyjmujący        |
| 6                  | Bartłomiej Neroj      | 22.11.1984         | 200                | rozgrywający       |
| 7                  | Grzegorz Pilarz       | 12.02.1980         | 188                | rozgrywający       |
| 8                  | Bartosz Janeczek      | 12.07.1987         | 198                | atakujący          |
| 9                  | Dmytro Bogdan         | 05.07.1989         | 202                | środkowy           |
| 10                 | Łukasz Koziura        | 08.06.1992         | 185                | libero             |
| 12                 | Paweł Gryc            | 09.01.1996         | 208                | atakujący          |
| 13                 | Marcin Wika           | 09.11.1983         | 194                | przyjmujący        |
| 16                 | Serhij Kapełuś        | 22.10.1982         | 192                | przyjmujący        |
| 17                 | Mateusz Sacharewicz   | 23.10.1989         | 198                | środkowy           |
| 18                 | Kamil Kwasowski       | 13.09.1990         | 198                | przyjmujący        |
|                    | Krzysztof Stelmach    | Trener             | Trener             | Trener             |
|                    | Andrzej Stelmach      | Asystent trenera   | Asystent trenera   | Asystent trenera   |

| AZS Częstochowa | AZS Częstochowa       | AZS Częstochowa  | AZS Częstochowa  | AZS Częstochowa  |
| Nr              | Imię i nazwisko       | Data ur.         | Wzrost           | Pozycja          |
| --------------- | --------------------- | ---------------- | ---------------- | ---------------- |
| 1               | Tomasz Kowalski       | 12.06.1991       | 203              | rozgrywający     |
| 2               | Łukasz Polański       | 29.01.1989       | 205              | środkowy         |
| 3               | Stanisław Wawrzyńczyk | 04.01.1990       | 200              | przyjmujący      |
| 5               | Rafael Redwitz        | 12.08.1980       | 191              | rozgrywający     |
| 6               | Bartłomiej Lipiński   | 16.11.1996       | 201              | atakujący        |
| 7               | Michał Szalacha       | 15.01.1994       | 202              | środkowy         |
| 8               | Adrian Stańczak       | 17.02.1987       | 185              | libero           |
| 10              | Bartosz Buniak        | 08.10.1985       | 205              | środkowy         |
| 13              | Rafał Szymura         | 29.08.1995       | 196              | przyjmujący      |
| 14              | Aleksander Niczke     | 22.09.1996       | 190              | libero           |
| 14              | Felipe Airton Banderò | 12.06.1988       | 204              | atakujący        |
| 16              | Matej Pátak           | 08.06.1990       | 197              | przyjmujący      |
| 17              | Jakub Bik             | 17.02.1992       | 183              | libero           |
|                 | Michał Bąkiewicz      | Trener           | Trener           | Trener           |
|                 | Mateusz Melnik        | Asystent trenera | Asystent trenera | Asystent trenera |

## Transfery
| Asseco Resovia Rzeszów | Asseco Resovia Rzeszów |
| Przychodzą | Odchodzą |
| --- | --- |
| - Thomas Jaeschke (Loyola University Chicago) - Dmytro Paszycki (Cuprum Lubin) - Bartosz Kurek (Lube Banca Marche Macerata) - Aleksander Śliwka (AZS Politechnika Warszawska) - Damian Wojtaszek (Jastrzębski Węgiel) - Julien Lyneel (Montpellier UC) | - Marko Ivović (Biełogorje Biełgorod) - Rafał Buszek (ZAKSA Kędzierzyn-Koźle) - Dawid Konarski (ZAKSA Kędzierzyn-Koźle) - Paul Lotman (Berlin Recycling Volleys) - Michał Żurek (Łuczniczka Bydgoszcz) |

| Trefl Gdańsk                                                                 | Trefl Gdańsk |
| Przychodzą                                                                   | Odchodzą |
| ---------------------------------------------------------------------------- | --- |
| - Miłosz Hebda (MKS Będzin) - Karol Behrendt (Kęczanin Kęty – powrót z wyp.) | - Krzysztof Wierzbowski (Effector Kielce) - Sławomir Stolc (ZAKSA Kędzierzyn-Koźle) - Moustapha M’Baye (Krispol Września – I liga) |

| PGE Skra Bełchatów | PGE Skra Bełchatów |
| Przychodzą | Odchodzą |
| --- | --- |
| - Marcin Janusz (Effector Kielce) - Robert Milczarek (MKS Będzin) - Mariusz Marcyniak (AZS Częstochowa) - Marcel Gromadowski (Cuprum Lubin) - Mihajlo Stanković (Vojvodina Nowy Sad) | - Ferdinand Tille (TSV Herrsching) - Wojciech Włodarczyk (Cuprum Lubin) - Aleksa Brđović (Gazprom-Jugra Surgut) - Maciej Muzaj (Jastrzębski Węgiel) |

| Jastrzębski Węgiel | Jastrzębski Węgiel |
| Przychodzą | Odchodzą |
| --- | --- |
| - trener Mark Lebedew (Berlin Recycling Volleys) - Maciej Muzaj (PGE Skra Bełchatów) - Adrian Mihułka (Victoria Wałbrzych – I liga) - Piotr Hain (AZS Olsztyn) - Alexander Shafranovich (PAOK) - Damian Boruch (Energa Omis Ostrołęka) - Toontje van Lakvelt (ASUL Lyon Volley) - Jason De Rocco (AfyonKarahisar Belediyespor) - Wojciech Sobala (BBTS Bielsko-Biała) - Radosław Gil (AT Jastrzębskiego Węgla) - Patryk Strzeżek (AZS Politechnika Warszawska) | - trener Roberto Piazza (Olympiakos SFP) - Mateusz Malinowski (Cuprum Lubin) - Dmytro Filippov (Olympiakos SFP) - Denis Kaliberda (Sir Safety Perugia) - Alen Pajenk (Fenerbahçe) - Guillaume Quesque (Fenerbahçe) - Damian Wojtaszek (Asseco Resovia Rzeszów) - Michał Łasko (Sichuan Chengdu) - Zbigniew Bartman (Sichuan Chengdu) - Krzysztof Gierczyński (kończy karierę) - Grzegorz Kosok (Łuczniczka Bydgoszcz) |

| Łuczniczka Bydgoszcz | Łuczniczka Bydgoszcz |
| Przychodzą | Odchodzą |
| --- | --- |
| - trener Piotr Makowski ( Polska – seniorki) - Murilo Radke (Budvanska Rivijera Budva) - Wojciech Ferens (BBTS Bielsko-Biała) - Jan Lesiuk (Młodaliga) - Mateusz Siwicki (Młodaliga) - Bartosz Krzysiek (Effector Kielce) - Grzegorz Kosok (Jastrzębski Węgiel) - Michał Żurek (Asseco Resovia Rzeszów) - Michał Ruciak (ZAKSA Kędzierzyn-Koźle) - Kévin Klinkenberg (Tours VB) | - trener Vital Heynen (Tours VB) - Paweł Woicki (AZS Olsztyn) - Steven Marshall (SVG Lüneburg) - Justin Duff (SL Benfica) - Marcin Waliński (AZS Olsztyn) - Dawid Gunia (Cuprum Lubin) - Konstantin Čupković (Tours VB) |

| ZAKSA Kędzierzyn-Koźle | ZAKSA Kędzierzyn-Koźle |
| Przychodzą | Odchodzą |
| --- | --- |
| - trener Ferdinando De Giorgi (Tonno Callipo Vibo Valentia) - Benjamin Toniutti (VfB Friedrichshafen) - Dawid Konarski (Asseco Resovia Rzeszów) - Grzegorz Pająk (Effector Kielce) - Rafał Buszek (Asseco Resovia Rzeszów) - Kevin Tillie (Arkas Spor Izmir) - Sam Deroo (Calzedonia Werona) - Sławomir Stolc (Lotos Trefl Gdańsk) - Korneliusz Banach (Młodaliga) | - Paweł Zagumny (AZS Politechnika Warszawska) - Michał Ruciak (Łuczniczka Bydgoszcz) - Wojciech Kaźmierczak (KPS Siedlce – I liga) - Lucas Lóh (Volei Brasil Kirin) - Nimir Abdel-Aziz (Stade Poitevin Poitiers) - Kay van Dijk (Al-Ain) - Dick Kooy (Halkbank) - Paweł Gryc (BBTS Bielsko-Biała) - Krzysztof Zapłacki (Ślepsk Suwałki – I liga) |

| Cuprum Lubin | Cuprum Lubin |
| Przychodzą | Odchodzą |
| --- | --- |
| - Mateusz Malinowski (Jastrzębski Węgiel) - Wojciech Włodarczyk (PGE Skra Bełchatów) - Dawid Gunia (Łuczniczka Bydgoszcz) - Robert Täht (Bigbank Tartu) - Łukasz Kaczmarek (Victoria Wałbrzych – I liga) - Keith Pupart (Arago de Sète) - Marcin Możdżonek (Halkbank Ankara) - Marcus Böhme (Fenerbahçe) | - Łukasz Kadziewicz (kończy karierę) - Dmytro Paszycki (Asseco Resovia Rzeszów) - Jeroen Trommel (kończy karierę) - Ivan Borovnjak (Maliye Piyango SK) - Marcel Gromadowski (PGE Skra Bełchatów) - Paweł Siezieniewski (kończy karierę) |

| AZS Politechnika Warszawska | AZS Politechnika Warszawska |
| Przychodzą | Odchodzą |
| --- | --- |
| - Paweł Zagumny (ZAKSA Kędzierzyn-Koźle) - Jakub Kowalczyk (Camper Wyszków – I liga) - Paweł Halaba (AZS AGH Kraków – I liga) - Jan Firlej (Cerrad Czarni Radom – Młodaliga) - Guillaume Samica (AZS Częstochowa) - Łukasz Łapszyński (Cuprum Lubin) - Przemysław Smoliński (Ślepsk Suwałki – I liga – Młodaliga) | - Artur Szalpuk (Cerrad Czarni Radom) - Aleksander Śliwka (Asseco Resovia Rzeszów) - Krzysztof Bieńkowski (AZS Olsztyn) - Piotr Lipiński (MKS Będzin) - Dominik Depowski (AZS AGH Kraków – I liga) - Bartłomiej Mordyl (AZS AGH Kraków – I liga) - Mateusz Sacharewicz (BBTS Bielsko-Biała) |

| Czarni Radom | Czarni Radom |
| Przychodzą | Odchodzą |
| --- | --- |
| - trener Raúl Lozano (Shahrdari Urmia VC) - Artur Szalpuk (AZS Politechnika Warszawska) - Zack La Cavera (Uniwersytet Kalifornijski Irvine) - Patryk Szczurek (Stal AZS PWSZ Nysa – I liga) - Jakub Zwiech (SMS PZPS Spała – I liga) - Neven Majstorović (OK Partizan Belgrad) | - Dirk Westphal (Nantes VB) - Mikko Oivanen (Pajkan Teheran) - Michał Kędzierski (Effector Kielce) - Jakub Wachnik (VC Antwerpen) |

| Indykpol AZS Olsztyn | Indykpol AZS Olsztyn |
| Przychodzą | Odchodzą |
| --- | --- |
| - Jakub Zabłocki (KPS Siedlce – I liga) - Paweł Woicki (Łuczniczka Bydgoszcz) - Marcin Waliński (Łuczniczka Bydgoszcz) - Bram Van den Dries (Maliye Milli Piyango) - Filip Stoilović (Crvena zvezda Belgrad) - Krzysztof Bieńkowski (AZS Politechnika Warszawska) - Thomas Koelewijn (Arago de Sète) | - Lévi Cabral (Fenerbahçe) - Juraj Zaťko (VK Ekonóm SPU Nitra) - František Ogurčák (Olympiakos SFP) - Piotr Łuka (Stal AZS PWSZ Nysa – I liga) - Grzegorz Szymański (Effector Kielce) - Jakub Bik (AZS Częstochowa) - Piotr Hain (Jastrzębski Węgiel) |

| MKS Będzin | MKS Będzin |
| Przychodzą | Odchodzą |
| --- | --- |
| - trener Tomasz Wasilkowski (MKS Dąbrowa Górnicza) - Bartosz Kaczmarek (Effector Kielce) - Mateusz Piotrowski (AZS Stal Nysa – I liga) - Jakub Peszko (KS Camper Wyszków – I liga) - Mariusz Schamlewski (Ślepsk Suwałki – I liga) - Tijmen Laane (SVG Lüneburg) - Harrison Peacock (Australian Institute of Sport) - Viaceslaw Batchkala (Hapoel Mate-Asher Akko) - Michał Kamiński (Iraklis Saloniki) - Piotr Lipiński (AZS Politechnika Warszawska) | - trener Roberto Santilli ( Australia) - Mikołaj Sarnecki (VK KDS Šport Košice) - Tomasz Kowalski (AZS Częstochowa) - Robert Milczarek (PGE Skra Bełchatów) - Miłosz Hebda (Trefl Gdańsk) - Adrian Hunek (Ślepsk Suwałki – I liga) - Grzegorz Wójtowicz (Aluron Virtu Warta Zawiercie – I liga) - Tomasz Tomczyk (kończy karierę) - Marcin Mierzejewski (Victoria Wałbrzych – I liga) |

| Effector Kielce | Effector Kielce |
| Przychodzą | Odchodzą |
| --- | --- |
| - Marcin Komenda (SMS PZPS Spała – I liga) - Damian Sobczak (Camper Wyszków – I liga) - Michał Kędzierski (Effector Kielce) | - Grzegorz Pająk (ZAKSA Kędzierzyn-Koźle) - Marcin Janusz (PGE Skra Bełchatów) - Bartosz Sufa (CV Mitteldeutschland) - Bartosz Kaczmarek (MKS Będzin) - Bartosz Krzysiek (Łuczniczka Bydgoszcz) - Adrian Staszewski (VC Euphony Asse-Lennik) - Humberto Machacon - Arvydas Mišeikis - Rozalin Penczew (Belediye Plevne) |

| BBTS Bielsko-Biała | BBTS Bielsko-Biała |
| Przychodzą | Odchodzą |
| --- | --- |
| - trener Krzysztof Stelmach - II trener Andrzej Stelmach (MKS Będzin) - Krzysztof Modzelewski (Ślepsk Suwałki – I liga) - Bartłomiej Krulicki (Victoria Wałbrzych – I liga) - Paweł Gryc (ZAKSA Kędzierzyn-Koźle) - Karol Butryn (KPS Siedlce – I liga) - Dan Lewis (Rennes Volley 35) - Dmytro Bogdan (Khimprom Sumy) - Marcin Wika (PV Lugano) - Łukasz Koziura (KPS Siedlce – I liga) - Bartosz Janeczek (Callipo Sport) | - trener Piotr Gruszka - II trener Mateusz Mielnik (AZS Częstochowa) - Łukasz Polański (AZS Częstochowa) - Wojciech Ferens (Łuczniczka Bydgoszcz) - Michał Błoński (Czarni Katowice – I liga) - Bartosz Buniak (AZS Częstochowa) - José Luis González (Obras Sanitarias de San Juan) - Przemysław Czauderna - Bartosz Bućko (Calzedonia Werona) |

| AZS Częstochowa | AZS Częstochowa |
| Przychodzą | Odchodzą |
| --- | --- |
| - II trener Mateusz Mielnik (BBTS Bielsko-Biała) - Łukasz Polański (BBTS Bielsko-Biała) - Bartłomiej Lipiński (SMS PZPS Spała – I liga) - Stanisław Wawrzyńczyk (SK Posojilnica Aich/Dob) - Bartosz Buniak (BBTS Bielsko-Biała) - Tomasz Kowalski (MKS Będzin) - Michał Szalacha (AZS AGH Kraków – I liga) - Rafael Redwitz (Montpellier UC) - Matej Patak (Beauvais Oise Universite Club) - Felipe Airton Bandero (Caffe Aiello Corigliano) | - Bartosz Janeczek (Callipo Sport) - Miguel de Amo (Unicaja Almería) - Guillaume Samica (AZS Politechnika Warszawska) - Maksim Khilko - Artur Udrys - Mariusz Marcyniak (PGE Skra Bełchatów) - Damian Zygmunt - Michał Kaczyński (Pallavolo Molfetta) - Jakub Macyra - Mateusz Przybyła - Konrad Buczek (AZS AGH Kraków – I liga) - Patryk Napiórkowski |